# Katy Perry
Katheryn Elizabeth Hudson (sinh ngày 25 tháng 10 năm 1984), thường được biết đến với nghệ danh Katy Perry, là một nữ ca sĩ kiêm sáng tác nhạc và nhân vật truyền hình người Mỹ. Perry là một trong những nghệ sĩ âm nhạc bán đĩa nhạc chạy nhất mọi thời đại, với doanh số hơn 143 triệu bản thu âm trên toàn thế giới. Nổi tiếng vì tầm ảnh hưởng đối với nhạc pop hiện đại và phong cách camp, cô đã được tạp chí Vogue và Rolling Stone mệnh danh là "Nữ hoàng Camp". Tạp chí Billboard xếp cô ở vị trí thứ tư trong danh sách "Những nghệ sĩ nhạc pop vĩ đại nhất mọi thời đại" và thứ 25 trong danh sách "Những ngôi sao nhạc pop vĩ đại nhất thế kỷ 21".
Theo đuổi sự nghiệp nhạc phúc âm năm 16 tuổi, Perry phát hành album đầu tay không gặt hái được thành công về mặt thương mại, Katy Hudson  (2001), dưới nhãn hiệu Red Hill Records. Cô chuyển đến Los Angeles năm 17 tuổi để dấn thân vào nền âm nhạc thế tục, lấy nghệ danh "Katy Perry" từ tên họ thời con gái của mẹ mình. Cô đã thu âm một album trong quá trình làm việc với Columbia Records, nhưng cô đã bị Columbia chấm dứt hợp đồng trước khi ký hợp đồng với Capitol Records. Perry trở thành ngôi sao nổi tiếng vào năm 2008 với album phòng thu thứ hai, One of the Boys, một album thuộc dòng nhạc pop rock bao gồm đĩa đơn đầu tay "I Kissed a Girl" và đĩa đơn tiếp theo "Hot n Cold", lần lượt đạt vị trí quán quân và thứ ba trên Billboard Hot 100 của Hoa Kỳ.
Album nhạc pop mang âm hưởng disco Teenage Dream (2010) có 5 đĩa đơn đạt vị trí số một tại Mỹ—"California Gurls", "Teenage Dream", "Firework", "E.T." và "Last Friday Night (T.G.I.F.)"—nó trở thành album đầu tiên của một nữ nghệ sĩ solo đạt được thành tích này. Bản tái bản của album Teenage Dream mang tên Teenage Dream: The Complete Confection (2012) sau đó đã cho ra đời đĩa đơn quán quân tại Hoa Kỳ "Part of Me". Album phòng thu tiếp theo của cô Prism (2013) xoay quanh chủ đề về quyền phụ nữ đã có hai đĩa đơn đứng đầu tại Hoa Kỳ là "Roar" và "Dark Horse". Cả hai video nhạc tương ứng đã giúp Perry trở thành nghệ sĩ đầu tiên có nhiều video cán mốc một tỷ lượt xem trên Vevo. Album electropop Witness (2017) có chủ đề liên quan đến chủ nghĩa nữ quyền và bao hàm một thông điệp chính trị, trong khi Smile (2020) mang thông điệp về việc trở thành một người mẹ trong thời gian gần đây và hành trình chữa lành sức khỏe tâm thần của cô. Sau đó, Perry bắt tay thực hiện buổi hòa nhạc lưu trú ở Las Vegas mang tên Play (2021–23), nhận được sự hoan nghênh của giới phê bình và thành công về mặt thương mại. Album phòng thu thứ bảy của cô, 143, được phát hành vào tháng 9 năm 2024.
Perry có số đĩa đơn được chứng nhận kim cương tại Hoa Kỳ nhiều thứ hai đối với bất kỳ nghệ sĩ nữ nào (6). Tất cả các album phòng thu của cô được phát hành dưới nhãn hiệu Capitol đều đã vượt mốc một tỷ lượt stream trên Spotify một cách riêng lẻ, tổng cộng đã đạt được sáu tỷ lượt stream. Cô có 9 đĩa đơn quán quân Billboard Hot 100, ba album quán quân Billboard 200 và nhận được nhiều giải thưởng khác nhau, bao gồm Billboard Spotlight Award, 5 kỷ lục Guinness thế giới, 5 giải thưởng Âm nhạc Billboard, 5 giải thưởng Âm nhạc Mỹ, 1 giải Brit, 1 giải Juno và Michael Jackson Video Vanguard Award (giải thành tựu trọn đời). Perry được Forbes xếp vào danh sách những người phụ nữ có thu nhập cao nhất trong âm nhạc thường niên từ năm 2011 đến năm 2019. Màn trình diễn trong giờ nghỉ giải lao Super Bowl của cô được theo dõi nhiều nhất trong lịch sử. Cô còn là người phụ nữ được theo dõi nhiều nhất trên Twitter, với hơn 108 triệu người theo dõi. Ngoài âm nhạc, cô còn phát hành một bộ phim tài liệu tự truyện có tựa đề Katy Perry: Part of Me vào năm 2012, tham gia lồng tiếng cho Tí Cô Nương trong bộ phim Xì Trum năm 2011 và phần tiếp theo vào năm 2013. Perry cũng làm giám khảo cho American Idol từ năm 2018 đến nay, bắt đầu từ mùa thứ 16 với mức thù lao kỷ lục 25 triệu đô la Mỹ mỗi mùa (cao nhất đối với một nghệ sĩ nữ). Với giá trị tài sản ròng được ước tính là 350 triệu đô la, cô là một trong những nghệ sĩ âm nhạc giàu có nhất thế giới.

## Cuộc đời và sự nghiệp

### 1984–1998: Cuộc sống thiếu thời và gia đình
Katheryn Elizabeth Hudson sinh ngày 25 tháng 10 năm 1984 tại Santa Barbara, California trong một gia đình có hai mục sư thuộc Phong trào Ngũ Tuần, Mary Christine (nhũ danh Perry) và Maurice Keith Hudson, của Đoàn Mục Sư Keith Hudson, hai người tự xem là được sinh lại và có đức tin vào Chúa Giê-su sau những năm tháng "tuổi trẻ hoang đàng". Em trai của Perry, David (sinh năm 1988) là ca sĩ chính của ban nhạc Hudson. Cô và David có một người chị gái tên là Angela (sinh năm 1982). Keith mang dòng máu Anh trong khi Mary lại có gốc gác từ Ireland, Bồ Đào Nha, Anh và Đức. Cũng từ Mary, Perry còn là cháu gái kế của nam đạo diễn và sản xuất Frank Joseph Perry, Jr. (1930–1995). Từ lúc lên 3 tới 11 tuổi, Perry thường xuyên phải đi khắp nơi cùng gia đình khi cha mẹ cô thực hiện nhiều buổi truyền giáo trên khắp đất nước, trước khi họ ổn định tại Santa Barbara. Khi còn nhỏ, cô cùng các anh chị em tham gia nhiều trường học và hội trại theo tôn giáo, bao gồm trường đạo Chúa Santa Barbara trong những năm chính khoá. Cả gia đình cô phải sống trong cảnh túng thiếu, nhiều lần sử dụng chương trình cung cấp thức ăn cho người nghèo và dùng thức ăn trong ngân quỹ để chia sẻ cùng giáo đoàn ở nhà thờ của cha mẹ cô.
Trong những năm trưởng thành, cô thường xuyên nghe thể loại nhạc Phúc âm, khi gia đình không ủng hộ việc nghe những "loại nhạc trần tục" lúc bấy giờ. Perry khám phá âm nhạc lúc đó nhờ những lần lén nghe đĩa CD và xem kênh MTV ở nhà khi cha mẹ không để ý. Cô còn thường lấy những cuộn băng cassette của chị để tập luyện và hát chúng trước sự chứng kiến của cha mẹ mình. Perry bắt đầu học hát từ năm 9 tuổi, sau đó bắt đầu sáp nhập vào đoàn mục sư của cha mẹ cô và tham gia hát tại các nhà thờ cho đến lúc 16 tuổi. Vào sinh nhật thứ 13, Perry được tặng cây đàn guitar đầu tiên, và trình bày các bài hát tự sáng tác. Lúc còn thiếu niên, Perry tập chơi trượt ván, trượt pa-tanh và lướt sóng. David có lần mô tả cô như là một "tomboy" trong khoảng thời gian này. Perry còn học nhảy swing, Lindy Hop, và jitterbug trong một trung tâm giải trí tại Santa Barbara.

### 1999–2006: Khởi đầu sự nghiệp,Katy HudsonvàFingerprints
Sau khi Perry hoàn tất chương trình năm đầu tại trường Trung học Dos Pueblos, cô quyết định rời khỏi trường để theo đuổi sự nghiệp âm nhạc của mình. Cô đăng ký một khoá opera tiếng Ý tại Nhạc Viện Phía Tây ở Santa Barbara. Khả năng ca hát của cô nhận được sự chú ý từ Steve Thomas và Jennifer Knapp, những người sau này đã dắt cô về Nashville, Tennessee để hoàn thiện kỹ năng sáng tác. Tại Nashville, cô bắt đầu ghi âm những bản thu thử đầu tiên và được dạy cách chơi guitar và phác thảo bài hát. Sau khi ký hợp đồng với hãng Red Hill Records, Perry bắt tay vào thu âm và phát hành album đầu tay Katy Hudson vào ngày 8 tháng 2 năm 2001. Để quảng bá cho album, cô tham gia trình diễn trong The Strangely Normal Tour bên cạnh Phil Joel, đồng thời phát hành đĩa đơn "Trust in Me" vào tháng 2 và "Search Me" vào tháng 6 năm 2001. Album là một thất bại về thương mại, bán ra tổng cộng chưa tới 200 bản, trước khi hãng thu âm phải chấm dứt hợp đồng vào tháng 12 năm 2001. Nhằm chuyển đổi từ dòng nhạc Phúc âm sang các thể loại mang tính đại chúng hơn, Perry tham gia đồng sáng tác cùng nhà sản xuất Glen Ballard và chuyển tới Los Angeles, California năm 17 tuổi. Vào năm 2003, cô trình diễn dưới nghệ danh "Katheryn Perry" để tránh nhầm lẫn với tên của nữ diễn viên Kate Hudson, trước khi chuyển sang nghệ danh "Katy Perry".
Năm 2004, Perry ký kết với hãng đĩa của Ballard, Java, lúc đó còn liên kết với hãng The Island Def Jam Music Group. Cô bắt đầu thực hiện album đầu tay, nhưng đĩa nhạc bị hoãn lại do Java kết thúc hợp đồng. Ballard sau đó giới thiệu Perry tới Tim Devine, một nhà điều hành A&R của Columbia Records và ký hợp đồng dưới tư cách nghệ sĩ đơn ca. Đến tháng 11 năm 2006, Perry đã hoàn thành việc sáng tác và thu âm bài hát cho tác phẩm đầu tay tại Columbia của cô có tựa đề Fingerprints (với một số ca khúc từ thời điểm này xuất hiện trong  One of the Boys), dự kiến phát hành vào năm 2007. Một số bài hát từ Fingerprints không xuất hiện trong One Of The Boys đã được giao cho các nghệ sĩ khác thể hiện, chẳng hạn như I Do Not Hook Up" và "Long Shot" cho Kelly Clarkson và "Rock God" cho Selena Gomez & the Scene.
Perry đã làm việc với nhiều nhạc sĩ bao gồm Desmond Child, Greg Wells, Butch Walker, Scott Cutler/Anne Previn, The Matrix, Kara DioGuardi, Max Martin và Dr. Luke. Ngoài ra, sau khi Devine đề nghị nhóm sáng tác Matrix trở thành một "nhóm nhạc thực thụ", cô đã thu âm một album,  The Matrix, cùng họ. The Matrix đã được lên kế hoạch phát hành vào năm 2004 nhưng đã bị hủy bỏ do sự khác biệt về tư duy sáng tạo. Nó được phát hành vào năm 2009 sau khi phát hành One of the Boys. Perry đã bị Columbia chấm dứt hợp đồng vào năm 2006 khi  Fingerprints sắp hoàn thành. Sau khi bị công ty chấm dứt hợp đồng, cô làm việc tại một công ty A&R tư nhân, Taxi Music.
Perry đạt được một vài thành công trong khoảng thời gian này. Một trong những bài hát cô đã thu âm cho album của mình cùng với Ballard, "Simple", được xuất hiện trong phần nhạc phim của The Sisterhood of the Traveling Pants vào năm 2005. Cô còn góp giọng trong bài hát "Old Habits Die Hard" của Mick Jagger, được đưa vào làm nhạc phim của bộ phim năm 2004 Alfie. Cô đã hát nền trong đĩa đơn "Goodbye for Now" của P.O.D., được giới thiệu ở cuối video âm nhạc của bài hát vào năm 2006 và biểu diễn trực tiếp ca khúc này cùng với họ trong chương trình The Tonight Show with Jay Leno. Cuối tháng 11 năm đó, cô đóng vai người tình với bạn trai thật ngoài đời, Travie McCoy của nhóm Gym Class Heroes, trong video ca nhạc "Cupid's Chokehold".

### 2007–2009: Thành công vượt bậc vớiOne of the Boys
Sau khi bị hãng Columbia cắt hợp đồng vào năm 2006, Perry được tiến cử đến chủ tịch Jason Flom của hãng đĩa Virgin Records bởi nhà đại diện công khai của hãng, Angelica Cob-Baehler. Flom bị thuyết phục và giúp cho Katy có hợp đồng cùng Capitol Music, một hãng đĩa hợp nhất từ Virgin và Capital vào tháng 4 năm 2007. Hãng tạo điều kiện cho cô hợp tác cùng nhà sản xuất Dr. Luke để phục vụ cho album phòng thu sắp tới, mà thành quả là hai bài hát "I Kissed a Girl" và "Hot n Cold" mà họ đồng sáng tác trong album One of the Boys. Một chiến dịch mở ra cùng lúc với thời điểm phát hành video "Ur So Gay" của cô hồi tháng 11 năm 2007, nhằm giới thiệu cô đến thị trường âm nhạc và định hình hình ảnh. Một đĩa mở rộng kỹ thuật số cũng phát hành nhằm tạo dấu ấn. Madonna quảng bá cho "Ur So Gay" khi đề cao bài hát này trong chương trình JohnJay & Rich vào tháng 4 năm 2008. Vào tháng 3 năm 2008, Perry tham gia trong vai ca sĩ phòng trà trong tập "Life's Too Short" của loạt phim Wildfire và xuất hiện trong một loạt ảnh vào tháng 6 của tạp chí Restless Style thuộc chương trình The Young and the Restless.

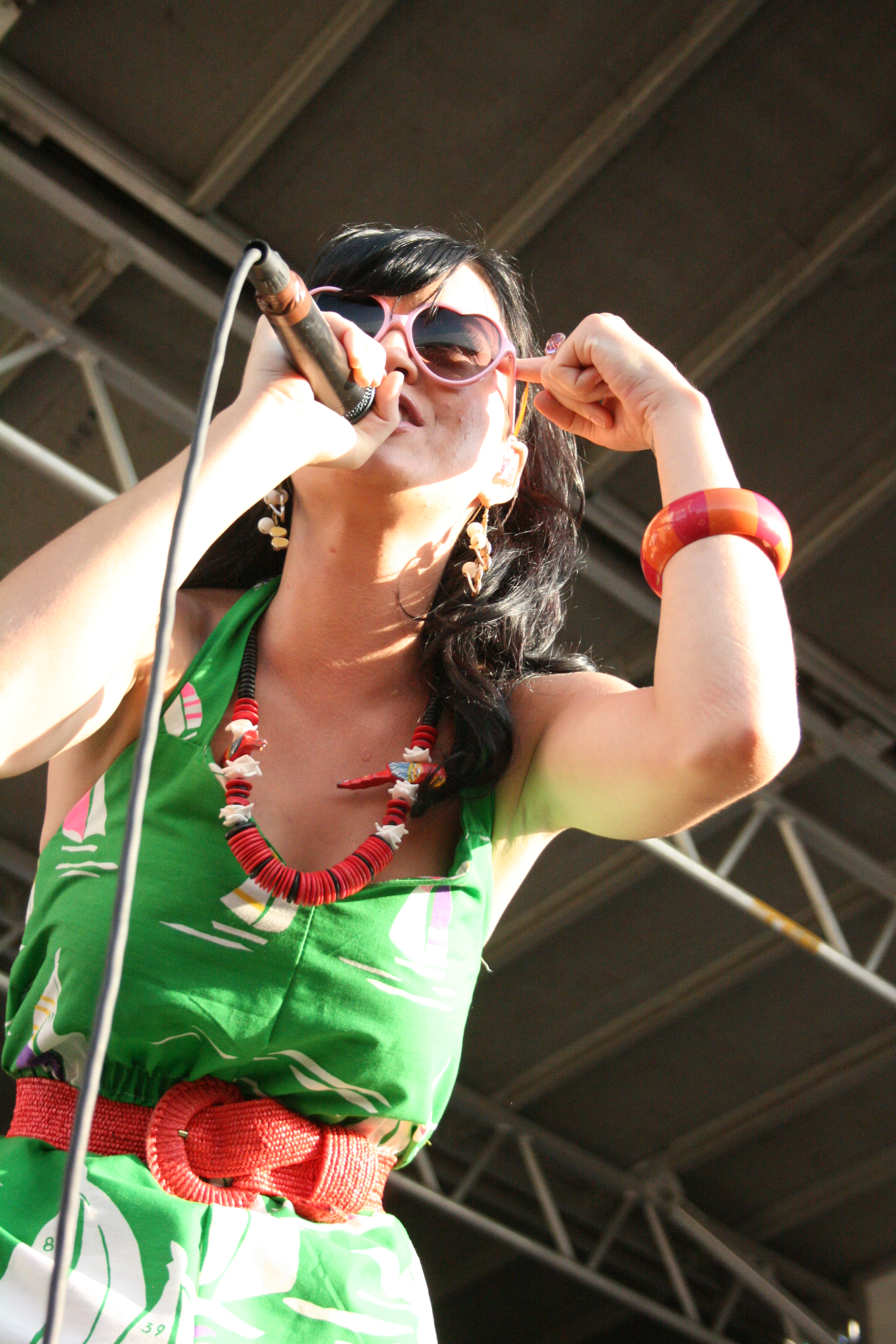
Perry tham gia vào đội hình Warped Tour năm 2008

Perry phát hành đĩa đơn đầu tiên cùng Capitol, "I Kissed a Girl", vào ngày 28 tháng 4 năm 2008. The River tại Nashville là trạm phát thanh đầu tiên chọn phát ca khúc này. Sau ba ngày xuất hiện, bài hát nhận nhiều lượt yêu cầu của thính giả. Cô còn tham gia hát nền cho bài hát "Another Night in the Hills" trong album hát đơn của Gavin Rossdale, Wanderlust phát hành đầu tháng 6 năm 2008. "I Kissed a Girl" có 7 tuần liên tiếp dẫn đầu Billboard Hot 100. One of the Boys phát hành ngày 17 tháng 6 năm 2008 trong nhiều luồng đánh giá trái chiều từ các nhà phê bình âm nhạc và leo lên vị trí thứ 9 trên bảng xếp hạng Billboard 200. Đĩa đơn thứ hai, "Hot N Cold" phát hành vào ngày 9 tháng 9. Đĩa đơn đạt đến vị trí thứ ba trên Billboard Hot 100 và đứng đầu bảng xếp hạng tại Canada, Đức, Hà Lan và Áo. Hai đĩa đơn sau cùng, "Thinking of You" và "Waking Up In Vegas" lần lượt phát hành vào năm 2009, đạt đến top 30 Hot 100. Album đầu tay cùng tên của The Matrix mà Perry thực hiện bị dừng sản xuất trước đây, tái phát hành theo hãng đĩa Let's Hear It của nhóm, nhờ vào sự thành công ở sự nghiệp đơn ca của Perry, vào ngày 27 tháng 1 năm 2009 trên iTunes.
Sau khi hoàn thành chuyến lưu diễn Warped Tour 2008, cô giành giải "Nghệ sĩ mới xuất sắc nhất" tại MTV Europe Music Awards 2008, nơi chính cô đứng ra làm chủ trì và giải "Nữ nghệ sĩ quốc tế xuất sắc nhất" tại BRIT Awards năm 2009. Perry chính thức bắt đầu chuyến lưu diễn Hello Katy Tour, bao gồm 89 đêm diễn tại Bắc Mỹ, Châu Đại Dương, châu Âu và châu Á, bắt đầu từ 23 tháng 1 năm 2009, đến tháng 11 cùng năm. Vào ngày 4 tháng 8 năm 2009, cô trình diễn mở màn cho chuyến lưu diễn Summer Tour 2009 của ban nhạc No Doubt. Perry chủ trì lễ trao giải MTV Europe Music Awards vào tháng 11 năm 2009, trở thành nghệ sĩ đầu tiên đảm nhiệm vị trí này 2 năm liên tiếp. Ngày 22 tháng 7 năm 2009, Perry thu âm album trực tiếp MTV Unplugged, bao gồm phần trình diễn mộc các ca khúc trong album One of the Boys và thể hiện lại bản "Brick by Brick" và "Hackensack". Album phát hành ngày 17 tháng 11. Cô liên tiếp xuất hiện trong ca khúc "Starstrukk" do 3OH!3 trình bày vào tháng 9 năm 2009, và song ca cùng Timbaland trong đĩa đơn "If We Ever Meet Again" vào tháng 1 năm 2010, trích từ Shock Value II. Sách Kỷ lục Guinness ghi nhận Katy có "Khởi đầu xuất sắc nhất trên bảng xếp hạng kỹ thuật số cho một nghệ sĩ nữ" cho hai đĩa đơn đầu tay bán hơn 2 triệu bản phát hành kỹ thuật số.
Sau khi kết thúc mối quan hệ cùng McCoy vào tháng 12 năm 2008, Perry lần đầu gặp gỡ chồng tương lai của mình, Russell Brand vào mùa hè năm 2009, khi tham gia bộ phim Get Him to the Greek. Cảnh mà cô tham gia, khi cả hai hôn nhau, bị cắt khỏi phim. Cô bắt đầu hẹn hò cùng Brand sau khi tái ngộ tại MTV Video Music Awards 2009. Cả hai đính hôn vào ngày 31 tháng 12 năm 2009 khi đi dã ngoại tại Rajasthan, Ấn Độ.

### 2010–2012:Teenage Dreamvà cuộc hôn nhân đầu tiên

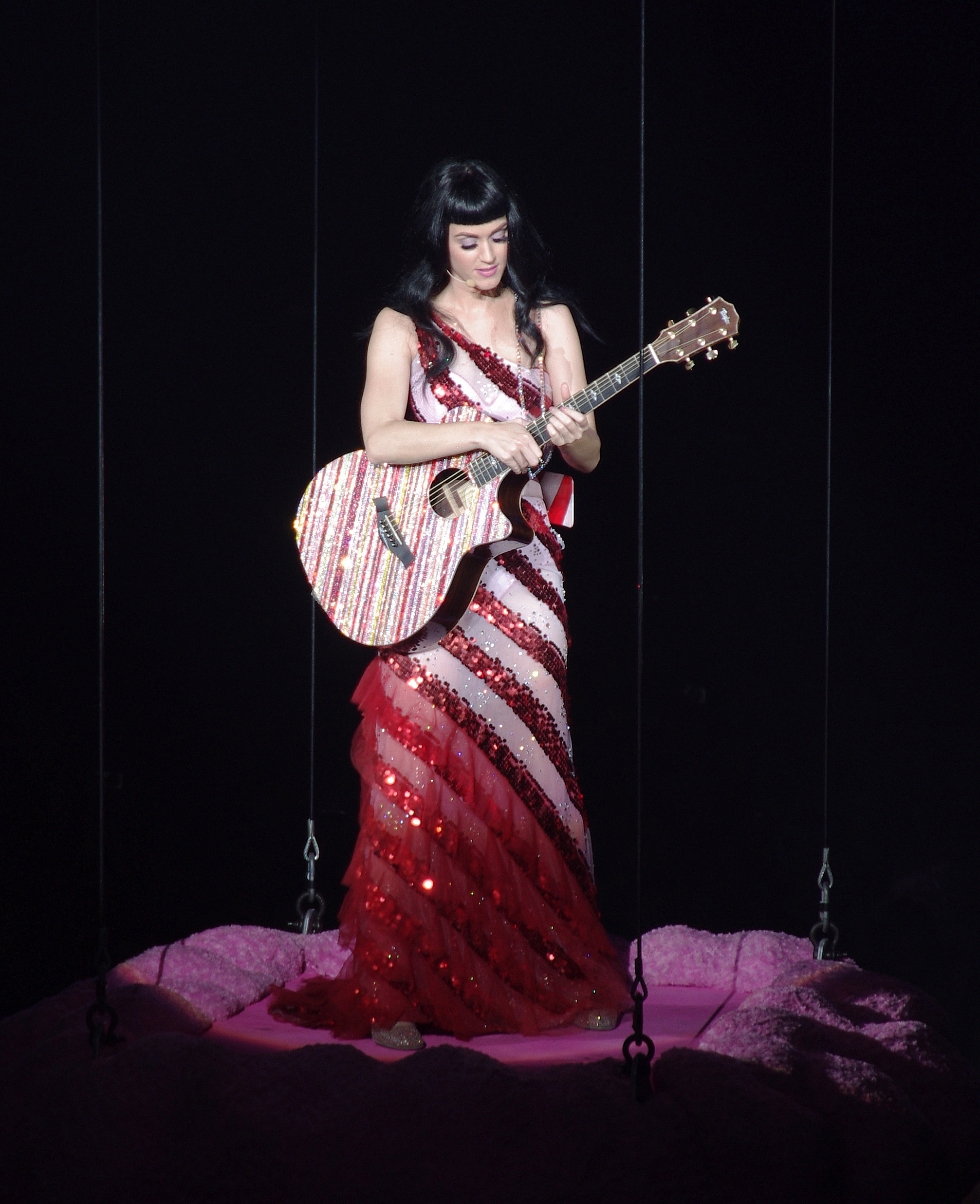
Katy Perry trong The One That Got Away ở Nottingham tháng 11 năm 2011

Sau khi tham gia dàn giám khảo của cuộc thi American Idol, cô cho phát hành đĩa đơn đầu tiên trích từ album thứ ba Teenage Dream, "California Gurls" hợp tác cùng rapper Snoop Dogg vào ngày 7 tháng 5 năm 2010. Bài hát đạt vị trí đầu bảng trên Billboard Hot 100 suốt sáu tuần liên tiếp. Perry xuất hiện trong vai trò giám khảo của The X Factor Anh Quốc vào tháng 6 năm 2010, trước khi phát hành đĩa đơn thứ hai, "Teenage Dream" vào ngày 23 tháng 7. Bài hát đạt vị trí đầu bảng Hot 100 vào tháng 9. Phát hành vào ngày 24 tháng 8 năm 2010, album phòng thu thứ ba của cô mở đầu tại vị trí đầu bảng của Billboard 200 với 192.000 bản tiêu thụ ngay trong tuần đầu tiên, mặc dù vấp phải nhiều phản ứng trái chiều từ các nhà phê bình. Cho đến nay, album đã bán hơn 6 triệu bản trên toàn cầu. Vào tháng 10, "Firework" được chọn để phát hành dưới dạng đĩa đơn, trở thành đĩa đơn thứ ba liên tiếp của cô đạt vị trí đầu bảng trên Hot 100 vào ngày 8 tháng 12 năm 2010.
Một phiên bản phối lại của "E.T." có phần góp giọng của rapper Kanye West phát hành làm đĩa đơn thứ tư của Teenage Dream vào ngày 16 tháng 2 năm 2011. Bài hát dẫn đầu Hot 100 trong suốt 5 tuần không liên tiếp, giúp Teenage Dream trở thành album thứ 9 trong lịch sử có 4 đĩa đơn đạt đầu bảng Hot 100. "Last Friday Night (T.G.I.F.)" là đĩa đơn thứ 5 vào tháng 6, giúp Perry trở thành nữ nghệ sĩ đầu tiên có 5 bài hát đạt ngôi đầu bảng Hot 100 trong cùng một album khi đĩa đơn này đạt ngôi quán quân ngày 17 tháng 8, và là nghệ sĩ thứ hai sau Michael Jackson cùng album Bad (1987). Vào ngày 7 tháng 9, cô thiết lập một kỷ lục khác khi trở thành nghệ sĩ đầu tiên có 69 tuần liên tiếp nằm trong top 10 Hot 100. Vào tháng 10, "The One That Got Away" được chọn làm đĩa đơn thứ sáu. Bài hát đạt vị trí thứ 3 trên Hot 100, và ngôi Á quân tại Canada. Ngày 13 tháng 12 năm 2012, hãng Capitol phát hành đĩa đơn đầu tiên trích từ Teenage Dream: The Complete Confection, "Part of Me". Bài hát đạt ngôi quán quân Hot 100 ngay trong tuần đầu phát hành, trở thành đĩa đơn thứ 7 của Perry dẫn đầu bảng xếp hạng. Teenage Dream: The Complete Confection phát hành vào ngày 23 tháng 3. "Wide Awake" là đĩa đơn tiếp theo của album tái bản này, đạt đến vị trí thứ 2 trên Hot 100, trong khi nắm giữ ngôi quán quân tại Canada và New Zealand. Vào ngày 5 tháng 1, cô là nghệ sĩ có lượng đĩa kỹ thuật số bán chạy thứ 6 tại Hoa Kỳ, với tổng doanh số 37.6 triệu bản, theo Nielsen SoundScan. Cũng trong tháng đó, cô trở thành nghệ sĩ đầu tiên có 5 bài hát vượt ngưỡng 5 triệu bản kỹ thuật số.

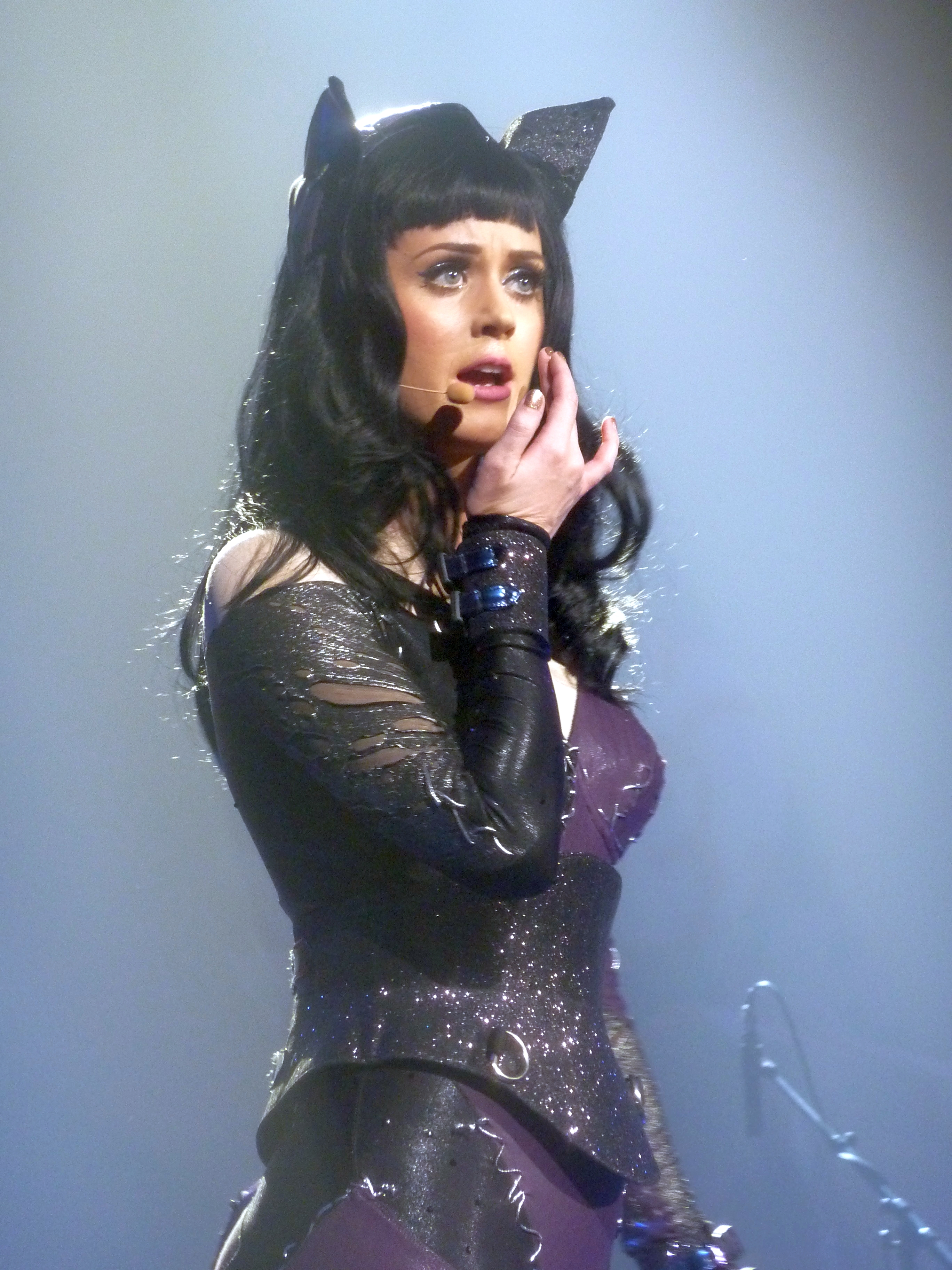
Perry trình diễn trong chuyến lưu diễn California Dreams Tour vượt ngưỡng 59 triệu đô-la Mỹ của mình

Từ ngày 20 tháng 2 năm 2011, đến 22 tháng 1 năm 2012, Perry tham gia chuyến lưu diễn California Dreams Tour nhằm quảng bá cho Teenage Dream, với tổng doanh thu 59 triệu đô-la Mỹ trên toàn cầu. Vào ngày 23 tháng 9 năm 2011, cô trình bày trong ngày mở màn của "Ngày hội Rock in Rio 2011" cùng Elton John, Claudia Leitte và Rihanna. Vào tháng 9 năm 2010, Perry dự định xuất hiện trong tập đầu mùa thứ 41 của chương trình kịch nghệ thiếu nhi Sesame Street. Sau khi cảnh của cô được đăng tải lên YouTube, khán giả lên tiếng chỉ trích vì cô để lộ khe ngực trong chương trình. Trước khi lên sóng, Sesame Workshop thông báo cắt phần này trên truyền hình, nhưng vẫn có thể tìm xem trực tuyến. Perry chế nhạo lại sự tranh cãi trong chương trình Saturday Night Live, khi mặc một chiếc áo giống với nhân vật Elmo xẻ sâu hở ngực.

Vào tháng 12 năm 2010, Perry vào vai bạn gái của Moe Szyslak trong tập phim giáng sinh của The Simpsons mang tựa đề "The Fight Before Christmas". Vào tháng 2 năm 2011, cô tham gia làm khách mời trong tập "Oh Honey" của loạt phim hài kịch tình huống ăn khách How I Met Your Mother, trong vai một người phụ nữ tên là Honey. Vai diễn mang về cho cô giải People's Choice Awards cho "Khách mời ngôi sao truyền hình được yêu thích nhất" trong mùa giải lần thứ 39 vào tháng 1 năm 2012. Cô lần đầu tham gia lồng tiếng cho bộ phim điện ảnh 3D dành cho gia đình The Smurfs trong vai Smurfette vào ngày 29 tháng 7 năm 2011. Bộ phim là một thành công lớn về mặt thương mại trên toàn cầu, trong khi nhận luồng đánh giá tiêu cực từ phía các nhà phê bình. Cô chủ trì Saturday Night Live vào ngày 10 tháng 12 năm 2011 cùng nữ ca sĩ Robyn dưới dạng nghệ sĩ khách mời, giúp cô nhận nhiều đánh giá tích cực từ phía các nhà phê bình. Vào tháng 3 năm 2012, cô tham gia vai một nhân viên bảo vệ tên là Rikki trong tập "Single White Female Role Model" của loạt phim truyền hình Raising Hope. 

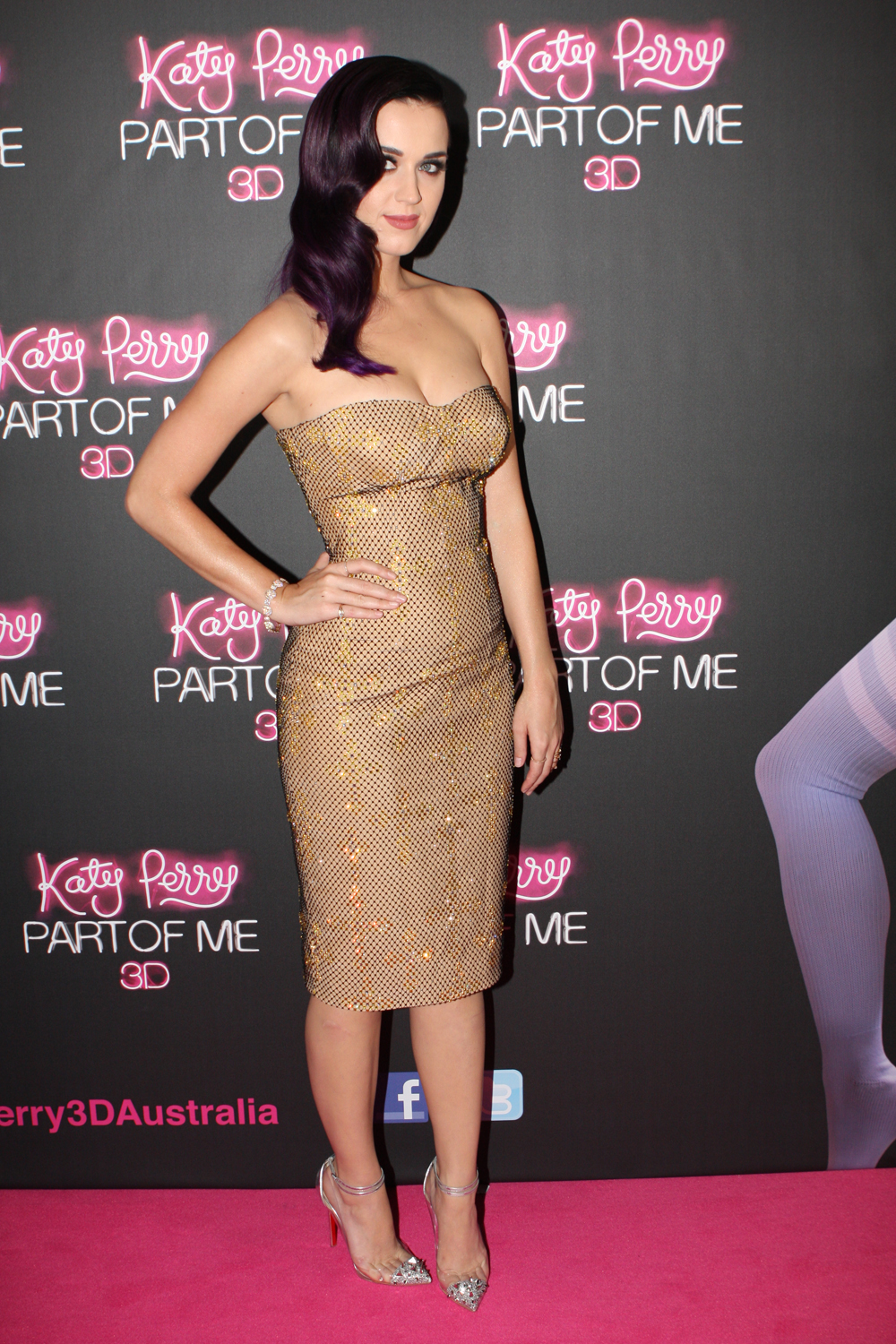
Perry tại buổi công chiếu lần đầu phim Katy Perry: Part of Me tại Sydney, tháng 6 năm 2012

 Vào ngày 5 tháng 7 năm 2012, bộ phim tài liệu tiểu sử của chính cô Katy Perry: Part of Me phát hành trên các rạp chiếu thông qua hãng Paramount Pictures. Phim nhận nhiều phản hồi tích cực và đạt ngưỡng doanh thu 30 triệu đô-la Mỹ trên toàn cầu.
Perry bắt đầu cho ra nhiều dòng sản phẩm thương mại theo tên tuổi của mình, khi cô phát hành dòng nước hoa đầu tiên, Purr vào tháng 11 năm 2010. Dòng nước hoa tiếp theo, Meow! phát hành vào tháng 11 năm 2011. Cả hai đều xuất hiện trong các cửa hàng Nordstrom. Electronic Arts tái tạo lại chính cô để quảng bá cho trò chơi The Sims 3: Showtime, trước khi cho phát hành một phiên bản khác, có bao gồm đồ nội thất, trang phục và kiểu tóc lấy cảm hứng từ Perry với tên gọi The Sims 3: Katy Perry's Sweet Treats vào tháng 6 năm 2012. Tháng kế tiếp, cô trở thành người phát ngôn kiêm đại sứ và tham gia đầu tư vào nhãn hàng Popchips. Cô còn được tạp chí âm nhạc Billboard bình chọn cho danh hiệu "Người phụ nữ của năm 2012".
Cô và Brand lấy nhau vào ngày 23 tháng 10 năm 2010 trong một lễ cưới theo truyền thống Hindu, tại Rajasthan, Ấn Độ. Sau 14 tháng chung sống, Brand nộp đơn li dị vào ngày 30 tháng 12 năm 2011, với lý do có những khác biệt không thể hòa giải. Cuộc hôn nhân của họ chính thức kết thúc vào ngày 16 tháng 7 năm 2012. Cô cũng chia sẻ với Billboard vào cuối tháng 9 năm 2013 về ý định tự tử mà cô từng có do quá suy sụp khi ly hôn. Perry tiếp tục một mối tình khác với nam ca sĩ John Mayer trong tháng 8 cùng năm.

### 2013–2015:Prismvà chương trình giữa giờ Super Bowl XLIX
Perry chia sẻ với Billboard vào mùa thu năm 2012 về Prism: "Tôi biết chính xác việc cần làm với những đĩa nhạc tiếp theo. Tôi cũng biết cả bìa đồ họa, màu sắc cũng như giai điệu... Tôi còn biết hình ảnh của chuyến lưu diễn tiếp theo của tôi sẽ như thế nào... Và tôi cũng thật sự vui nếu như những tầm nhìn trên của tôi trở thành hiện thực." Dù vậy, Perry có nhắc đến việc cô không hề muốn album tiếp theo của mình sẽ là một "Teenage Dream 2.0", khi khẳng định: "Đó sẽ là một điều ngớ ngẩn. Tôi thực sự không có một lợi ích nào nếu tôi không cố gắng và vượt qua bản thân mình ở mọi góc độ". Cho dù trước đó Perry có thổ lộ với L'Uomo Vogue vào tháng 6 năm 2012 về việc dự định các "yếu tố tối màu hơn" trong Prism, thì khi tiết lộ trong mùa giải VMA 2013, cô khẳng định mình đã thay đổi chủ đề của album sau khi được "khai sáng" thông qua sự nỗ lực của bản thân. Cô nói "nó giống như tôi phản chiếu những màu sắc mà tôi trải nghiệm", và điều này đã tạo cảm hứng cho cái tên Prism mà cô đặt cho album. "Roar" đồng thời cũng phát hành dưới dạng đĩa đơn đầu tiên trích từ Prism vào ngày 10 tháng 8 năm 2013. Sau khi cô khép lại lễ trao giải MTV Video Music Awards 2013 với màn trình diễn ca khúc "Roar" vào ngày 25 tháng 8 năm 2013 dưới chân cầu Brooklyn, thì vào ngày 4 tháng 9 năm 2013, Billboard thông báo "Roar" đạt vị trí đầu bảng trên Billboard Hot 100. "Unconditionally" được chọn phát hành dưới dạng đĩa đơn thứ hai trích từ album vào ngày 16 tháng 10 năm 2013 và đạt đến vị trí thứ 14 tại Hoa Kỳ.

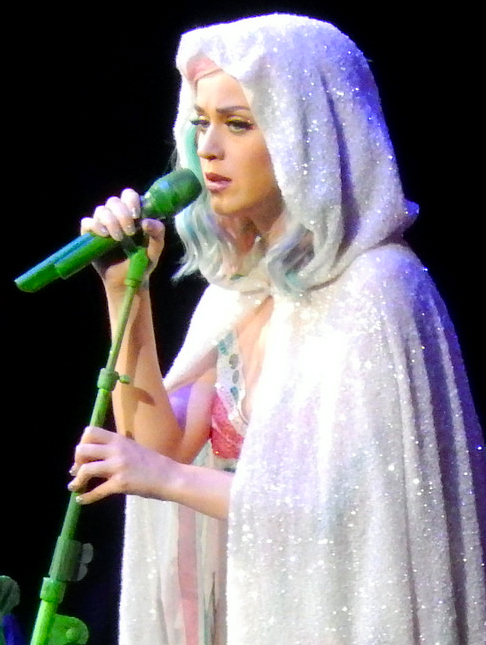
Perry trình diễn trong chuyến lưu diễn The Prismatic World Tour vào tháng 7 năm 2014

Prism xuất hiện trên các trang mạng trực tuyến, trước khi phát hành chính thức vào ngày 18 tháng 10 năm 2013, và mở màn tại ngôi đầu bảng Billboard 200, với 286.000 bản tiêu thụ ngay trong tuần đầu tiên. 4 ngày sau, Perry trình diễn các bài hát trong Prism lần đầu tiên tại iHeartRadio Theater tại Los Angeles. "Dark Horse" phát hành dưới dạng đĩa đơn thứ ba trích từ album vào ngày 17 tháng 12, và trở thành đĩa đơn thứ chín của cô đạt vị trí đầu bảng tại Hot 100 vào ngày 29 tháng 1 năm 2014. Trong năm 2014, "Birthday" và "This Is How We Do" lần lượt phát hành dưới dạng đĩa đơn thứ 4 và 5 trong album, và đều đạt đến top 25 Hot 100. Perry còn thu âm và đồng sáng tác bản song ca cùng John Mayer trong ca khúc mang tên "Who You Love", trích từ album Paradise Valley. Bài hát phát hành trước khi album ra mắt vào ngày 20 tháng 8 năm 2013. Perry bắt đầu chuyến lưu diễn thứ ba, The Prismatic World Tour vào tháng 5 năm 2014 và kết thúc vào tháng 10 năm 2015. Vào ngày 9 tháng 10 năm 2014, NFL chính thức thông báo về việc Perry tham gia trình diễn tại chương trình giữa giờ Super Bowl XLIX vào ngày 1 tháng 2 năm 2015, với sự xuất hiện của Lenny Kravitz và Missy Elliott ở vai trò khách mời đặc biệt. Màn trình diễn của Perry thu hút 118,5 triệu khán giả tại Hoa Kỳ, trở thành chương trình giữa giờ có lượng người xem cao nhất trong lịch sử giải đấu Super Bowl. Số liệu này cao hơn cả lượng khán giả trung bình của trận đấu, với 114,4 triệu người.
Vào đầu tháng 2 năm 2014, Liên đoàn Công nghiệp ghi âm quốc tế có ghi danh Perry tại vị trí thứ 5 trong danh sách "Nghệ sĩ hàng đầu toàn cầu năm 2013", giúp cô là nữ nghệ sĩ có thứ hạng cao nhất trong danh sách. Vào ngày 26 tháng 6, cô được vinh danh là "Nghệ sĩ chứng nhận kỹ thuật số nhiều nhất" bởi Hiệp hội Công nghiệp ghi âm Hoa Kỳ với 72 triệu đĩa đơn kỹ thuật số tiêu thụ tại Hoa Kỳ. Vào tháng 5 năm 2014, Perry được phác thảo trong một bức vẽ do họa sĩ Mark Ryden thực hiện cho ra mắt tại Phòng Tranh Kohn tại Los Angeles, California trong một dự án tranh vẽ của ông. Cùng nhiều nghệ sĩ khác, cô cũng tham gia thể hiện lại ca khúc "Daisy Bell (Bicycle Built for Two)" cho dự án tranh vẽ trên. Cũng trong tháng đó, một bức họa của Perry do họa sĩ Will Cotton thực hiện xuất hiện trong Viện Ảnh Quốc gia Hoa Kỳ. Vào ngày 23 tháng 11 năm 2015, Perry xuất hiện trong chiến dịch quảng bá mùa Giáng sinh của hãng H&M, khi cô sáng tác và thu âm bài hát "Every Day Is a Holiday". Ngày 17 tháng 6 năm 2014, Perry chính thức thông báo về hãng đĩa riêng của mình dưới sự hoạt động của Capital Records mang tên "Metamorphosis Music". Ferras là nghệ sĩ đầu tiên ký kết hợp đồng cùng hãng đĩa này, và Perry tham gia làm nhà sản xuất độc quyền cho đĩa mở rộng cùng tên của anh phát hành vào ngày 17 tháng 6 năm 2014. Cô cũng đồng thời thu âm một bản song ca mang tên "Legends Never Die" cùng Ferras trong EP này.
Bên cạnh sự nghiệp ca hát, Perry lồng tiếng cho The Smurfs 2 phát hành vào ngày 31 tháng 7 năm 2013. Tương tự như phần phim trước, The Smurfs 2 nhận những phản hồi gay gắt từ phía các nhà phê bình, nhưng lại đạt thành công về thương mại khi cán mốc 347,545,360 đô-la Mỹ trên các cụm rạp chiếu phim trên toàn cầu. Vào tháng 3 năm 2014, cô tham gia trong phần cuối của chương trình Kroll Show. Killer Queen phát hành dưới dạng dòng nước hoa thứ ba của cô vào tháng 8 năm 2013 thông qua Coty, Inc. Cô còn trở thành nhà phụ trách trong dự án Art for Freedom của Madonna vào đầu tháng 1 năm 2014. Vào tháng 3 năm 2015, cô xuất hiện trong Brand: A Second Coming, một bộ phim tài liệu theo chân sự chuyển hóa tác phẩm hài kịch sang hoạt động của người chồng cũ Russell Brand và phát hành bộ phim trích từ chuyến lưu diễn cùng tên Katy Perry: The Prismatic World Tour thông qua hệ thống Epix. Perry còn góp mặt trong video âm nhạc "Bitch I'm Madonna" của Madonna vào tháng 6 năm 2015. Vào tháng 9 năm 2015, cô xuất hiện trong phim tài liệu Katy Perry: Making of the Pepsi Super Bowl Halftime Show, theo chân sự chuẩn bị của Perry trong buổi biểu diễn Super Bowl và Jeremy Scott: The People's Designer, kể về cuộc đời và sự nghiệp của nhà thiết kế Jeremy Scott. Perry đã phát hành một ứng dụng di động thông qua Glu Mobile có tên Katy Perry Pop vào tháng 12 năm 2015, nơi nhân vật của cô giúp đỡ người chơi trở thành một nhạc sĩ nổi tiếng. Cô mô tả đây là "thế giới vui nhộn, đầy màu sắc nhất giúp định hướng giấc mơ âm nhạc của bạn".

### 2016–2018:WitnessvàAmerican Idol
Perry bắt đầu viết các bài hát cho album mới của mình vào tháng 6 năm 2016, và thu âm ca khúc chủ đề cho Thế vận hội Mùa hè 2016 trên đài NBC Sports có tựa đề "Rise", được phát hành vào tháng sau. Perry đã chọn phát hành nó dưới dạng một ca khúc độc lập thay vì để dành cho album của cô "bởi vì bây giờ hơn bao giờ hết, thế giới của chúng ta cần phải đoàn kết lại". NBC cũng cảm thấy thông điệp của mình đã nói lên "trực tiếp tinh thần của Thế vận hội và các vận động viên tham gia thi đấu" do các chủ đề truyền cảm hứng của nó. Bài hát đạt vị trí thứ nhất tại Úc và thứ mười một tại Hoa Kỳ.

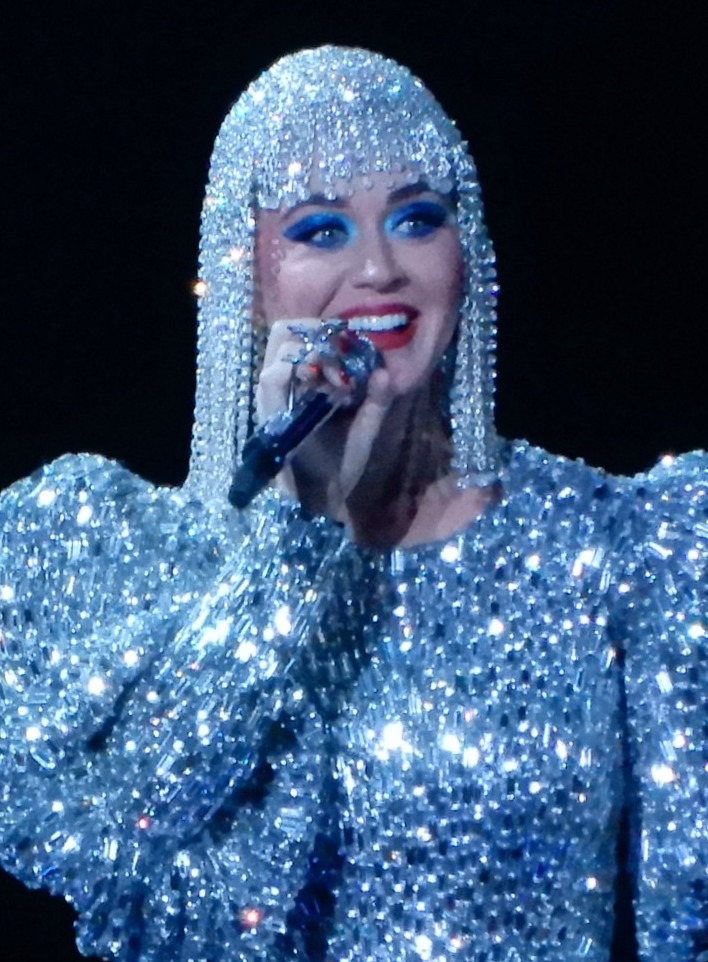
Perry biểu diễn trong Witness: The Tour vào tháng 10 năm 2017

Vào tháng 8 năm 2016, Perry nói rằng cô mong muốn tạo ra tác phẩm "kết nối, liên hệ và truyền cảm hứng" và nói với Ryan Seacrest rằng cô "không vội vàng" thực hiện album thứ năm của mình, nói thêm rằng "Tôi có rất nhiều niềm vui, nhưng mà đang trong quá trình thử nghiệm và cộng tác với nhiều nhà sản xuất khác nhau, nhiều nghệ sĩ khác nhau và nhiều phong cách khác nhau". Vào ngày 10 tháng 2 năm 2017, Perry phát hành đĩa đơn chủ đạo của album "Chained to the Rhythm" với sự góp mặt của Skip Marley. Nó đạt vị trí thứ nhất ở Hungary và thứ tư ở Hoa Kỳ. Bài hát cũng đạt được hơn ba triệu lượt phát trực tuyến trên Spotify trong vòng 24 giờ, phá vỡ kỷ lục của dịch vụ này tại thời điểm có lượt phát trực tuyến trong ngày đầu tiên cao nhất cho một ca khúc của một nghệ sĩ nữ. Đĩa đơn thứ hai của album, "Bon Appétit" hợp tác với Migos, phát hành vào tháng 4 năm đó. Đĩa đơn thứ ba của album, "Swish Swish", có sự góp mặt của Nicki Minaj và được phát hành vào tháng tiếp theo. Nó lần lượt đạt vị trí thứ 59 và 46 tại Hoa Kỳ, đồng thời lọt top 15 ở Canada.
Album, có tựa đề Witness, được phát hành vào ngày 9 tháng 6 năm 2017, nhận nhiều ý kiến trái chiều, và ra mắt ở vị trí quán quân tại Hoa Kỳ. Bên cạnh việc phát hành album, Perry đã tổ chức chương trình phát trực tiếp trên YouTube mang tên Katy Perry Live: Witness World Wide, kết thúc bằng một buổi hòa nhạc trực tiếp vào ngày 12 tháng 6. Chương trình phát trực tiếp đã thu hút hơn 49 triệu lượt xem từ 190 quốc gia khác nhau. Cô cũng bắt tay thực hiện Witness: The Tour, bắt đầu vào tháng 9 năm 2017 và kết thúc vào tháng 8 năm 2018. Vào ngày 15 tháng 6 năm 2017, Calvin Harris phát hành một bài hát có tựa đề "Feels" nằm trong album Funk Wav Bounces Vol. 1, có sự góp mặt của Perry, Big Sean và Pharrell Williams. Bài hát tiếp tục đạt vị trí thứ nhất tại Vương quốc Anh.
Perry sau đó đã thu âm bản cover bài hát "Waving Through a Window" từ vở nhạc kịch Dear Evan Hansen dành cho phiên bản sang trọng của bản ghi cast, được phát hành vào ngày 2 tháng 11 năm 2018. Những người tạo ra chương trình là Benj Pasek và Justin Paul đã yêu cầu Perry cover lại bài hát nhằm quảng bá cho chuyến lưu diễn toàn quốc của vở nhạc kịch này và nâng cao nhận thức về sức khỏe tâm thần. Cuối tháng đó, Perry phát hành "Cozy Little Christmas". Cô cũng thu âm bài hát "Immortal Flame" cho tựa game Final Fantasy Brave Exvius, và có một nhân vật người chơi được mô phỏng theo hình tượng của Perry.
Ngoài âm nhạc, Perry còn xuất hiện với tư cách chính mình trong bộ phim Zoolander 2, được phát hành vào tháng 2 năm 2016. Tháng 2 năm 2017, nữ ca sĩ ra mắt dòng sản phẩm giày mang tên "Katy Perry Collections". Dòng sản phẩm giày của cô được mở bán trên trang web của Perry, Katy Perry Collections, và tại những nhà bán lẻ như Dillard's và Walmart. Tháng 8 năm sau, cô là người dẫn chương trình tại lễ trao giải MTV Video Music Awards 2017. Perry đã đặt bút ký hợp đồng với mức thù lao 25 triệu đô la để làm giám khảo cho chương trình American Idol của ABC, được công chiếu vào tháng 3 năm 2018. Perry bắt đầu một mối quan hệ với Orlando Bloom vào đầu năm 2016 và cặp đôi đã đính hôn vào ngày 14 tháng 2 năm 2019.

### 2019–2020:Smilevà làm mẹ

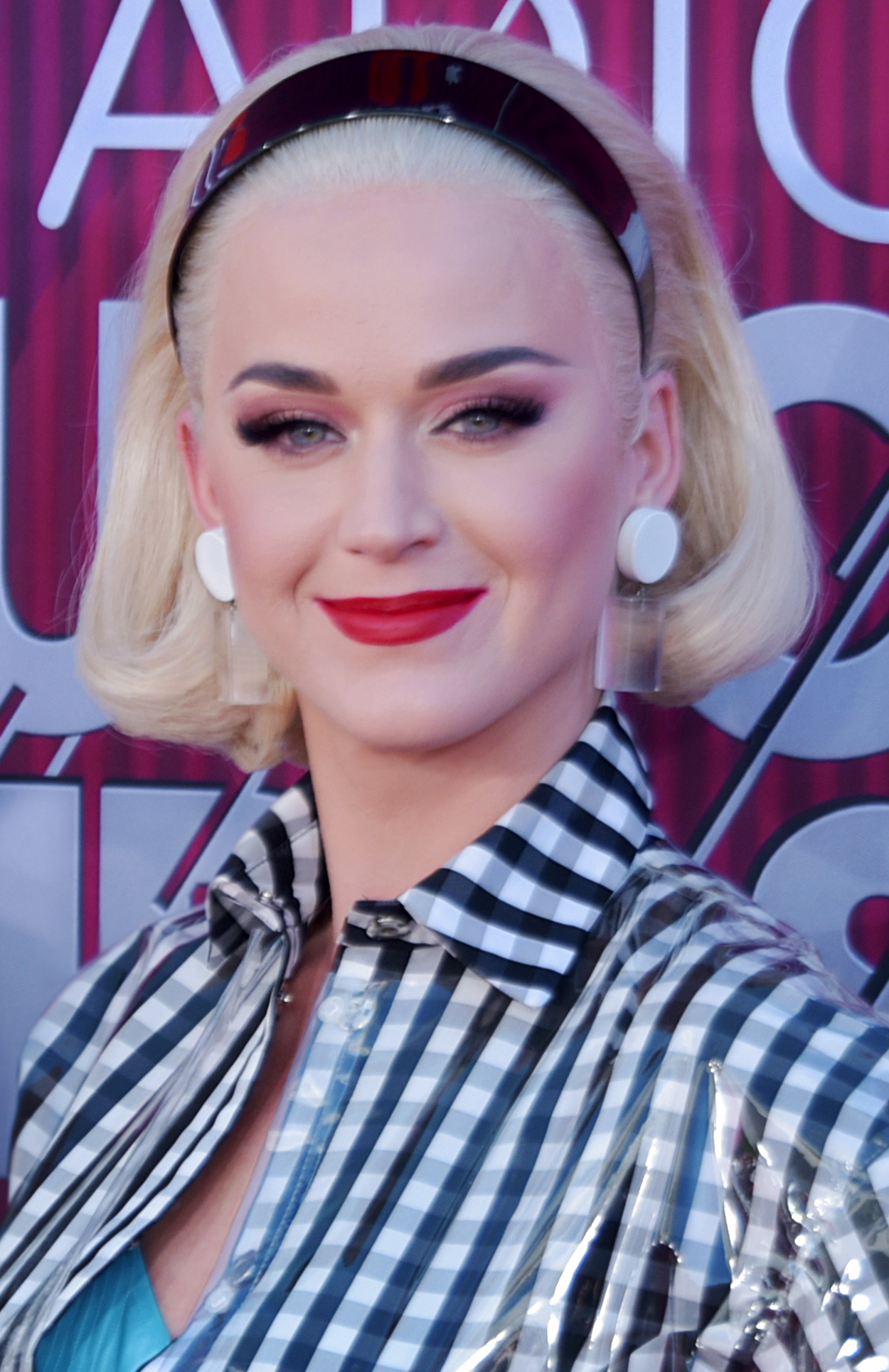
Perry tại lễ trao giải thưởng Âm nhạc iHeartRadio 2019

Tại lễ trao giải Grammy lần thứ 61, Perry đã trình diễn "Here You Come Again", cùng với Dolly Parton và Kacey Musgraves, như là một phần của sự tôn vinh dành cho Parton. Bốn ngày sau, cô phát hành ca khúc mang tên "365", với sự góp mặt của DJ Zedd. Vào tháng 4, Perry đã phát hành một bản phối lại bài hát "Con Calma" của Daddy Yankee, với sự góp mặt của Snow. Cô lần lượt ra mắt các đĩa đơn "Never Really Over" vào ngày 31 tháng 5, "Small Talk" vào ngày 9 tháng 8 và "Harleys in Hawaii" vào ngày 16 tháng 10.
Vào tháng 6 năm 2019, Perry xuất hiện trong video âm nhạc "You Need to Calm Down" của Taylor Swift. Tháng 7, một bỏi thẩm đoàn ở California đã thông qua phán quyết sau phiên tòa kéo dài một tuần rằng ca khúc "Dark Horse" của Perry đã sao chép bài hát năm 2008 "Joyful Noise" của Flame sau khi nam rapper đệ đơn kiện vi phạm bản quyền, cáo buộc rằng ca khúc này đã sử dụng giai điệu bài nhạc do anh thể hiện mà không có sự cho phép, tuy nhiên phán quyết đó đã bị đảo ngược. Sau phán quyết ban đầu, bồi thẩm đoàn yêu cầu cô phải trả cho Flame 550.000 đô la. Tháng sau, Josh Kloss, bạn diễn của Perry trong video âm nhạc "Teenage Dream", tố cáo cô đã có hành vi quấy rối tình dục. Trong một bài đăng trên Instagram, Kloss cáo buộc rằng, trong một bữa tiệc tại sân trượt băng, Perry đã kéo tụt chiếc quần sweatpants và quần lót của anh xuống, để lộ dương vật của anh trước mặt những người bạn nam của cô. Kloss còn cho biết quản lý của Perry đã ngăn cản anh nói về khoảng thời gian giữa anh với nữ ca sĩ. Tuy nhiên, Johnny Wujek, giám đốc sáng tạo của bữa tiệc trên đã lên tiếng bảo vệ Perry, nói rằng cô "sẽ không bao giờ làm điều đó", đồng thời cáo buộc Kloss có "nỗi ám ảnh liên tục" với cô. Sau khi ban đầu từ chối phản hồi về vụ việc này, tin rằng nó sẽ làm giảm uy tín của phong trào Me Too, Perry cũng đã lên tiếng phủ nhận tuyên bố của Kloss.
Sau khi phát hành đĩa đơn "Never Worn White" vào tháng 3 năm 2020, Perry tiết lộ trong video âm nhạc đi kèm rằng cô đang mong đợi đứa con đầu lòng của mình với Bloom. "Daisies", đĩa đơn chủ đạo trong album thứ sáu của cô, được phát hành vào ngày 15 tháng 5 năm 2020. Đĩa đơn thứ hai "Smile" ra mắt sau đó hai tháng. Album, cũng có tên Smile, được phát hành vào ngày 28 tháng 8 năm 2020. Hai ngày trước khi phát hành album, cô sinh hạ một cô con gái tên là Daisy Dove Bloom. Album nhận phải nhiều phản ứng trái chiều và ra mắt ở vị trí thứ năm tại Hoa Kỳ. Perry tiếp tục quảng bá album với bốn EP tổng hợp: Camp Katy, Empowered, Scorpio SZN và Cosmic Energy. Tiếp nối các EP này là đĩa đơn "Not the End of the World" ra mắt vào tháng 12 năm 2020, đi kèm một video âm nhạc trong đó Zooey Deschanel đóng giả Perry. Ngoài ra, cô còn hợp tác với nhiều nghệ sĩ khác nhau để tạo ra hai bản phối lại bài hát trong album Smile. Bản phối lại "Resilient" của Tiësto với sự góp giọng của Aitana được phát hành vào tháng 11 năm 2020, trong khi bản phối lại "Cry About It Later" của Bruno Martini với sự góp giọng của Luísa Sonza được phát hành vào tháng 4 năm 2021.

### 2021–2023: Buổi hòa nhạc cư trú Play

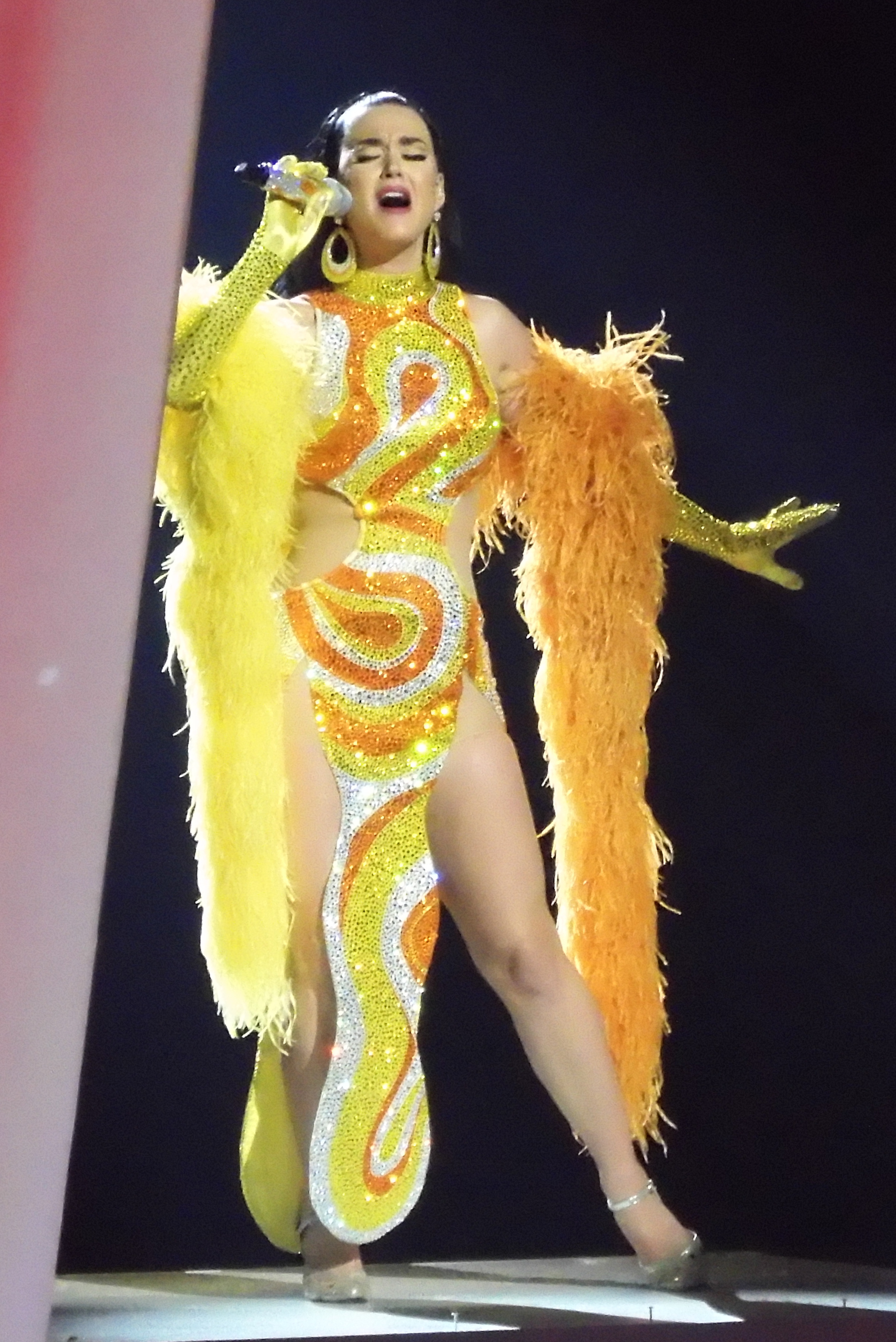
Perry biểu diễn tại buổi hòa nhạc cư trú Play của mình vào năm 2022

Vào ngày 20 tháng 1 năm 2021, Perry biểu diễn "Firework" tại buổi hòa nhạc Celebrating America trong lễ nhậm chức của Joe Biden. Bốn tháng sau, cô phát hành đĩa đơn mới, "Electric", một sự hợp tác với Pokémon nhân kỷ niệm 25 năm thành lập nhượng quyền truyền thông này.
Perry bắt đầu tổ chức một buổi hòa nhạc lưu trú mang tên Play tại Resorts World Las Vegas vào ngày 29 tháng 12 năm 2021. Chương trình bắt đầu diễn ra trong khoảng thời gian giãn cách xã hội do COVID-19 với việc Perry được truyền cảm hứng từ các bộ phim thập niên 1990 như Honey, I Shrunk the Kids, Pee-wee's Playhouse và Pee-wee's Big Adventure. Cô mô tả nó như một sự kiện "vĩ đại hơn cả cuộc đời" và "chương trình camp kỳ lạ và thú vị nhất mà tôi từng thực hiện." Chương trình nhận được sự tán dương từ giới phê bình, Melinda Sheckells của Billboard nói rằng "Đêm diễn mở màn cháy vé [của Play] mang một chút kỳ ảo, một chút mộng mị và đậm chất camp." Bên cạnh đêm diễn mở màn cháy vé, tờ Santa Barbara Independent đưa tin rằng hợp đồng của Perry cho dự án cư trú hòa nhạc của mình có giá trị lên tới 168 triệu đô la. Nó sẽ kết thúc vào ngày 4 tháng 11 năm 2023.
Vào tháng 9 năm 2021, Variety đã vinh danh Perry trên số báo "Quyền năng của phụ nữ", nơi cô thảo luận về sự nghiệp, thiên chức làm mẹ và hoạt động từ thiện của mình. Nhờ đó, cô được mời tham dự bữa tối "Quyền năng của phụ nữ" do Variety tổ chức. Vào sinh nhật tuổi 37 của mình, Perry là người dẫn chương trình khách mời của The Ellen DeGeneres Show và đóng vai chính trong một quảng cáo dịp lễ cho Gap Inc., tại đây cô hát lại ca khúc "All You Need Is Love" của The Beatles. Một phiên bản đầy đủ của bản cover này đã được phát hành trên nhiều nền tảng phát nhạc trực tuyến trong cùng ngày. Hai tháng sau, Perry phát hành ca khúc "When I'm Gone" hợp tác với Alesso giúp cô trở thành người thứ ba đạt vị trí quán quân trên danh sách ARC 100 của Croatia trong ba thập kỷ khác nhau sau Lady Gaga và Coldplay. Vào tháng 1 năm 2022, Perry và Morgan McLachlan thành lập De Soi, công ty này chuyên sản xuất và kinh doanh đồ uống apéritif không cồn. Cả hai muốn tạo ra một loại đồ uống có tác dụng "làm dịu tâm trí, không gây say xỉn như rượu".
Cô cùng với Thomas Rhett đã thu âm một bản song ca nhạc pop đồng quê mang tên "Where We Started" cho album cùng tên của anh được phát hành ba tháng sau đó. Tháng sau, có thông tin cho rằng Perry sẽ tham gia sản xuất nhạc phim cho bộ phim hoạt hình âm nhạc Melody của Jeremy Zag và lồng tiếng cho nhân vật chính cùng tên. Cô cũng trở thành gương mặt đại diện mới cho các quảng cáo của Just Eat và tạo ra một bản phối mới cho đoạn nhạc quảng bá của nhãn hàng này. Vào ngày 8 tháng 6 năm 2022, Perry được trao giải Key to Las Vegas, cũng chính ngày đó được xác định là Ngày Katy Perry.
Perry đã hợp tác với công ty công nghệ Apple Inc. trong việc xuất hiện trong các quảng cáo cho phần mềm âm nhạc Apple Inc. của họ, nơi người dùng có thể tham gia "Remix Sessions" với bài hát của cô, "Harleys in Hawaii". Nói về lần hợp tác này, Perry cho biết: "'Harleys in Hawaii' đã trải qua nhiều cuộc sống khác nhau [...] Có rất nhiều cơ hội để phối lại bài hát này, và tôi rất nóng lòng để nghe tất cả các sáng tạo mới được tạo ra thông qua phần mềm GarageBand của Apple." Perry trình diễn trong Buổi hòa nhạc Đăng quang (Coronation Concert) của Charles III vào tháng 5 năm sau tại Lâu đài Windsor.

### 2024–nay:143
Trong một lần xuất hiện trên Jimmy Kimmel Live! vào tháng 2 năm 2024, Perry thông báo rằng cô sẽ rời khỏi American Idol sau khi mùa giải thứ 22 kết thúc, cô muốn "ra ngoài và cảm nhận nhịp đập của chính mình" và phát hành âm nhạc mới sau khi "ở trong phòng thu một thời gian". Mùa giải công chiếu vào cuối tháng đó và kết thúc vào tháng 5 năm sau. Cô đã phát hành "Woman's World", đĩa đơn đầu tiên trong album phòng thu thứ bảy của cô vào ngày 11 tháng 7 năm 2024. Một ngày trước khi ra mắt bài hát, Perry tiết lộ album sẽ có tựa đề 143 và được phát hành vào ngày 20 tháng 9 cùng năm. Cô mô tả album là "tràn đầy năng lượng, tinh thần của một mùa hè sôi động, nhịp tim rất cao" và "tràn ngập niềm vui, tình yêu và ánh sáng". Vào ngày 11 tháng 9, Perry đã nhận được Giải Thành tựu trọn đời (Michael Jackson Video Vanguard Award) tại Lễ trao giải Video âm nhạc của MTV năm 2024. Cô sẽ trình diễn trong lễ hội âm nhạc Rock in Rio năm 2024, đúng ngày phát hành album. Tám ngày sau, cô sẽ là nghệ sĩ trình diễn chính tại trận chung kết giải bóng bầu dục AFL của Úc.

## Phong cách nghệ thuật

### Ảnh hưởng
Ở thời gian đầu sự nghiệp, Perry chỉ chủ yếu tập trung vào chủ đề tôn giáo cùng dòng nhạc phúc âm và từng khao khát trở thành Amy Grant. Lúc 15 tuổi, cô nghe đến "Killer Queen" của ban nhạc Queen và mô tả nó là ca khúc khiến cô theo đuổi sự nghiệp âm nhạc sau này. Cô cũng chịu ảnh hưởng lớn bởi thành viên trưởng nhóm, Freddie Mercury, khi chia sẻ "sự kết hợp giữa khả năng sáng tác châm biếm và thái độ bất cần của ông" là cảm hứng cho âm nhạc của cô. Cô tỏ lòng mến mộ nhóm nhạc này khi dùng tên bài hát "Killer Queen" để đặt cho dòng nước hoa thứ ba của mình. Cô còn nhắc đến The Beach Boys và album Pet Sounds của họ như là những điều ảnh hưởng đến cô trong âm nhạc: "[đó là] một trong những bản thu âm tôi yêu thích và ảnh hưởng hầu hết tới những sáng tác của tôi. Tất cả những lựa chọn về giai điệu mà tôi thực hiện đều hướng về Pet Sounds." Theo Perry, album cùng tên của The Beatles và Pet Sounds đã là "những thứ duy nhất mà tôi nghe trong vòng hai năm liền."
Perry còn bị ảnh hưởng bởi nữ ca sĩ Alanis Morissette, chủ yếu từ album Jagged Little Pill năm 1995 của cô. Perry chia sẻ "Jagged Little Pill là bản thu âm hoàn hảo nhất của một nghệ sĩ nữ. Trong đó, các bài hát dành cho tất cả mọi người; tôi cảm thấy kết nối đến tất cả các bài hát đó. Chúng vẫn sẽ trở nên vĩnh cửu với thời gian." Perry còn lấy cảm hứng từ Flaming Red của Patty Griffin và 10 Cent Wings của Jonatha Brooke. Perry còn mong muốn trở thành Joni Mitchell và muốn phát hành âm nhạc mang thể loại folk và acoustic. Bộ phim tài liệu tiểu sử Katy Perry: Part of Me được Perry lấy cảm hứng chủ yếu từ Madonna: Truth or Dare. Cô ngưỡng mộ khả năng chuyển đổi bản thân của Madonna, và khẳng định "Tôi muốn thay đổi mình như Madonna".
Perry còn liệt kê nhiều cái tên khác làm cảm hứng cho sản phẩm của cô. Gwen Stefani và Björk là một ví dụ, khi Perry đề cao việc "sẵn lòng luôn nắm bắt cơ hội" của Bjork. Bài hát "Firework" dựa trên một đoạn từ quyển On the Road của Jack Kerouac, khi tác giả so sánh những người đầy sức sống như những bông pháo hoa bắn lên bầu trời và khiến mọi người phải ngước nhìn trầm trồ. Chuyến lưu diễn California Dreams Tour dựa trên câu chuyện Cuộc phiêu lưu của Alice vào Xứ sở thần tiên và Phù thủy xứ Oz. Cô cũng lấy cảm hứng từ The Craft (1996) cho bài hát "Dark Horse", và quyển sách The Power of Now của Eckhart Tolle cho album Prism.

### Phong cách âm nhạc và chủ đề
—Perry nói về sự tự tin của cô với tư cách một nhạc sĩ
Trong khi phong cách âm nhạc của Perry thường bao gồm các yếu tố pop, rock, điện tử, dance, và disco, thì album đầu tay Katy Hudson lại mang hơi hướng của dòng nhạc Phúc âm nhiều hơn. Các sản phẩm tiếp sau của cô, One of the Boys và Teenage Dream đều có liên quan đến chủ đề tình dục và tình yêu. Nếu như One of the Boys là một bản thu âm mang âm điệu pop rock, thì Teenage Dream lại mang những ảnh hưởng từ dòng nhạc disco. Ở album phòng thu thứ tư của Perry, Prism các yếu tố của nhạc dance và pop lại được bộc lộ nhiều hơn cả. Về ca từ, album mang đến thông điệp về tình cảm đôi lứa, sự nhìn nhận bản thân và cuộc sống đời thường. Nhiều bài hát của cô, chủ yếu trích từ Teenage Dream, đều lột tả tình cảm ở độ tuổi thiếu niên; W có mô tả những ngụ ý về tình dục của album như là "những giai điệu bắt tai không thể cưỡng lại". Niềm tin vào bản thân cũng là một chủ đề thường bắt gặp trong âm nhạc của Perry.
Perry thường nhận diện là một "ca sĩ kiêm sáng tác dưới dạng một ngôi sao nhạc pop" và luôn giữ vững việc tự sáng tác như là một điều rất quan trọng đối với cô. Cô chia sẻ với Marie Claire: "Tôi cảm thấy phép màu bí mật giúp tôi lột tả bản thân rõ ràng hơn chính là dũng khí để trở nên tổn thương, chân thật và chính xác. Tôi nghĩ rằng mọi người có thể trở nên dễ tiếp cận hơn khi bản thân họ đang bị tổn thương." Kristen Wiig cho rằng "các ca khúc của Perry càng khoáng đãng, dễ chịu và dễ gây nghiện bao nhiêu, thì bên dưới bề mặt là bấy nhiêu những cảm xúc đan xen, động cơ hỗn tạp, và mẫu thuẫn bốc đồng đến mức có thể lấp đầy đĩa nhạc của Carole King." Greg Kot của Chicago Tribune lại xác định "việc được tiếp nhận một cách nghiêm túc có lẽ là thử thách lớn nhất của Perry." The New York Times thì nhận định Perry là "ngôi sao nhạc pop hùng mạnh nhất trong hiện tại - các bài hát ăn khách của cô đều dễ dàng tiếp nhận với chỉ một gợi ý thử nghiệm. Trong khi Randall Roberts của tờ Los Angeles Times lại chỉ trích tính "rập khuôn" trong cách sử dụng thành ngữ và phép ẩn dụ của cô trong ca từ. Trong xuyên suốt sự nghiệp của mình, Perry còn tham gia đồng sáng tác cho nhiều nghệ sĩ khác, có bao gồm Ashley Tisdale Selena Gomez & the Scene, Jessie James, Kelly Clarkson, Lesley Roy, Britney Spears, Iggy Azalea, Nicki Minaj và Ariana Grande.

### Giọng hát
Perry sở hữu quãng giọng thuộc loại nữ trầm. Giọng hát của Perry nhận những sự tán dương và chỉ trích khác nhau. Trong khi Betty Clarke từ The Guardian cho rằng cô có "chất giọng mạnh mẽ đầy mãnh liệt", thì Rob Sheffield từ Rolling Stone lại chỉ trích phần giọng "xử lý cao rời rạc" mà Perry thể hiện trong Teenage Dream. Darren Harvey từ musicOMH có so sánh giọng hát của Perry trong One of the Boys với Alanis Morissette, khi cả hai đều sở hữu "chất giọng vui tươi trên nền âm tiết trung quãng tám". Alex Miller từ NME lại cảm thấy "vấn đề của Perry thường là ở giọng hát của cô" trong One of the Boys. Bernadette McNulty từ The Daily Telegraph thì ngược lại, khi đề cao "chất giọng rock" của cô trong bài nhận xét về một đêm diễn quảng bá cho Prism.

## Hình tượng công chúng

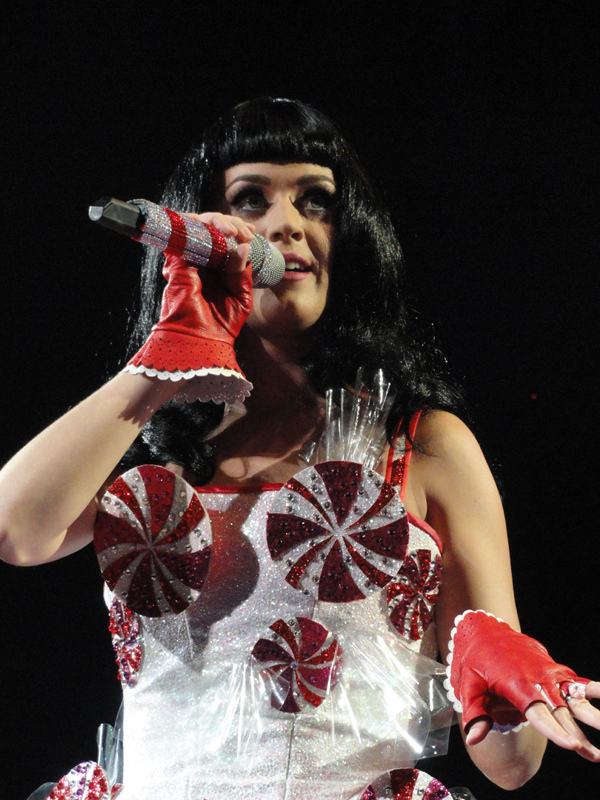
Trang phục kẹo bạc hà xoay chuyển của Perry.

Trên các phương tiện truyền thông, Perry vượt qua Justin Bieber để trở thành người có tài khoản Twitter đạt nhiều lượt theo dõi nhất vào đầu tháng 11 năm 2013. Vào tháng 1 năm 2014, cô trở thành người đầu tiên đạt 50 triệu lượt người theo dõi trên hệ thống này, đồng thời thiết lập Kỷ lục Guinness Thế giới năm 2015 cho người được theo dõi nhiều nhất trên Twitter. Dorothy Pomerantz từ Forbes có lần khen ngợi Perry về thói quen sử dụng mạng xã hội của cô, khi cho rằng "Perry sử dụng Twitter một cách tuyệt vời, khi cô trò chuyện, chia sẻ những tấm hình và video hài hước với người hâm mộ của mình theo cách khiến họ cảm thấy như chính cô là bạn thân của họ." Keith Caulfield từ Billboard cũng tán dương việc cô sử dụng mạng xã hội để tương tác với cộng đồng người hâm mộ của mình. Vào tháng 6 năm 2017, tạp chí Time đã liệt kê Perry trong danh sách "25 người ảnh hưởng nhất Internet" của năm, viết rằng chương trình phát trực tiếp của cô cho Witness là một "dấu vết" vì là "một nghệ sĩ giải trí lớn nhất đã mang đến sự thân mật với người hâm mộ trên phương tiện truyền thông xã hội".
Cô xuất hiện trong danh sách "Nữ nghệ sĩ bội thu nhất trong âm nhạc" của tạp chí Forbes trong 2 năm liên tiếp, với vị trí thứ 3 vào năm 2011 (44 triệu đô-la Mỹ), và vị trí thứ 5 vào năm 2012 (45 triệu đô-la Mỹ). Ngày 11 tháng 12 năm 2013, tạp chí Forbes tiếp tục xếp cô vào vị trí thứ 7 trong danh sách "Nữ nghệ sĩ trong âm nhạc bội thu nhất" năm 2013 với tổng thu nhập trong năm đạt 39 triệu đô-la Mỹ và vị trí thứ 5 vào năm 2014 với 40 triệu đô-la Mỹ. Theo Forbes, Perry là nữ ngôi sao bội thu nhất năm 2015, thu về hơn 135 triệu đô-la Mỹ, xếp ở vị trí thứ 3 trên Forbes Celebrity 100. Năm 2016, tạp chí này ước tính tổng tài sản của Perry là 125 triệu đô-la Mỹ, và xếp thứ sáu trong danh sách "Nữ nhạc sĩ trả thù lao cao nhất" với 41 triệu đô-la Mỹ. Năm tiếp theo, cô xếp thứ chín trong sách sách với 33 triệu đô-la Mỹ.. Năm 2018, cô đứng đầu danh sách "nữ nghệ sĩ được trả thù lao cao nhất trong âm nhạc" và xếp ở vị trí thứ 4 trong danh sách "những người nổi tiếng được trả lương cao nhất" với thu nhập 83 triệu đô-la Mỹ. Perry sau đó đã được xếp ở vị trí thứ 4 trong danh sách "nữ nghệ sĩ được trả thù lao cao nhất trong âm nhạc" năm 2019 với 57,5 triệu đô-la. Cuối năm đó, với tổng thu nhập 530 triệu đô-la trong suốt những năm 2010, cô đã trở thành nghệ sĩ âm nhạc có thu nhập cao thứ 9 trong thập kỷ.

### Thời trang
Perry được nhìn nhận là một biểu tượng gợi cảm. GQ gọi cô là một "mơ ước của cánh đàn ông", trong khi Elle lại miêu tả cô như "được phác thảo bởi một chàng trai thiếu niên". Vice có mô tả cô là một "ngôi sao nhạc pop, phụ nữ và biểu tượng gợi cảm quan trọng". Cô từng dẫn đầu bảng xếp hạng Hot 100 của tạp chí Maxim năm 2010, với lượng bầu chọn từ độc giả cho danh hiệu "Người phụ nữ hấp dẫn nhất thế giới". Độc giả của tạp chí Men's Health có bầu chọn cô là "Người phụ nữ hấp dẫn nhất năm 2013". Đầu tháng 11 năm 2010, Perry chia sẻ sự tự hào và thỏa mãn với hình tượng của mình cùng tạp chí Harper's Bazaar.
Thời trang của Perry thường dung hòa các yếu tố hài hước, màu sắc tươi sáng và bao gồm những chủ đề liên quan đến thức ăn, như chiếc váy hình kẹo bạc hà xoay chuyển độc nhất của cô. Vogue mô tả cô là "người chưa bao giờ thật sự ngại ngùng trước sự ác liệt và khắc nghiệt ở bất kỳ lĩnh vực nào", trong khi Glamour lại gọi cô là "bà hoàng mưu mô". Vào tháng 2 năm 2009, cô thổ lộ cùng Seventeen rằng phong cách thời trang của cô là "sự dung hòa của nhiều điều khác biệt" và khẳng định việc cô yêu thích sự hài hước trong những bộ cánh của mình. Cô còn mô tả mình mắc chứng bệnh "Rối loạn bản sắc phân ly" trong thời trang. Perry nhắc đến Gwen Stefani, Shirley Manson, Chloë Sevigny, Daphne Guinness, Natalie Portman, và nhân vật hư cấu Lolita như là những biểu tượng phong cách của cô.

## Di sản
Các nền tảng truyền thông như Billboard hay Glamour đã vinh danh Perry là "Nữ hoàng nhạc pop". Andrew Unterberger của Billboard đã mô tả Teenage Dream là "một trong những bản thu âm xác định thời hoàng kim mới của mega-pop," Christopher Rosa của Glamour đã gọi cô là người có ảnh hưởng đến giai điệu và phong cách nhạc pop của thập kỷ 2010, đồng thời tôn vinh các bài hát của cô là "những bản hit dễ nhận biết, mang tính biểu tượng và có sức ảnh hưởng lớn trong lịch sử nhạc pop." Pitchfork đã viết trong một bài đánh giá về album Teenage Dream như sau: "Một vài ngôi sao nhạc pop dành cả cuộc đời của họ để tìm cách tập hợp một chuỗi các bản hit để tạo thành một di sản lâu dài; Katy Perry đã làm được điều đó trong 15 phút đầu tiên [của Teenage Dream]." Trong một bài đánh giá về chương trình lưu trú hoà nhạc Play, Christian Allaire của Vogue cho biết: "Hơn một thập kỷ trong sự nghiệp ấn tượng của mình, cô ấy rõ ràng vẫn là một nữ hoàng trị vì."
Ngoài ra, Perry còn được Glamour đưa vào danh sách 104 người phụ nữ làm nên diện mạo nhạc pop của thập kỷ [2010], với lời nhận xét rằng "[Perry] không chỉ phá vỡ các kỷ lục của bảng xếp hạng. Cô còn là một trong những động lực đằng sau giai điệu nhạc pop ở những năm 2010. [...] bóng bẩy, bùng nổ, ngọt ngào và mang đến một sự hấp dẫn không thể nào cưỡng lại." Variety đã đưa Katy Perry vào danh sách 500 doanh nhân có ảnh hưởng nhất, gọi cô là một "hiện tượng toàn cầu" và là "một nghệ sĩ tận tâm, luôn nỗ lực không biết mệt mỏi, người biết cách tận dụng những bản hit đứng đầu bảng xếp hạng, các buổi biểu diễn ở sân vận động cháy vé và các khoản đầu tư thương mại có doanh thu lớn để trở thành một trong những ngôi sao nhạc pop giàu có nhất và có ảnh hưởng nhất vẫn còn sống." Cô còn được xem là một biểu tượng đồng tính vì những đóng góp trong việc nâng cao quyền lợi của người đồng tính.
Âm nhạc của Perry đã được Out mô tả là "di sản lâu dài", với ca sĩ Fletcher sử dụng lại sample của "I Kissed a Girl" và ca sĩ Olivia Rodrigo đề cập đến Teenage Dream trong bài hát "Brutal." Các nghệ sĩ mới sau này như Halsey và Ariana Grande đã dành lời ca ngợi tới Teenage Dream, Halsey gọi đây là "album nhạc pop hoàn hảo" và Ariana Grande gọi "The One That Got Away" là "một trong những bài hát hoàn hảo nhất từng được viết ra từ một trong những album nhạc pop hay nhất mọi thời đại". Một số nghệ sĩ đã lấy Katy Perry làm nguồn cảm hứng cho họ, bao gồm Lil Nas X, Halsey, BTS, Adele, Lorde, Sia, Bonnie McKee, Rina Sawayama, Doja Cat, Ellie Goulding, Tegan and Sara, Jessie J, Marina Diamandis, John Mayer, Jason Derulo, Lil B, Little Mix, Natalia Kills, Maren Morris, Hayley Kiyoko, Troye Sivan, Kim Petras, Yungblud, Mary Lambert, Issues, Rebecca Black, the Lonely Island, Tramp Stamps, Baba Sehgal, Grace VanderWaal, Dagny và Coldplay.

## Hoạt động khác

### Hoạt động từ thiện

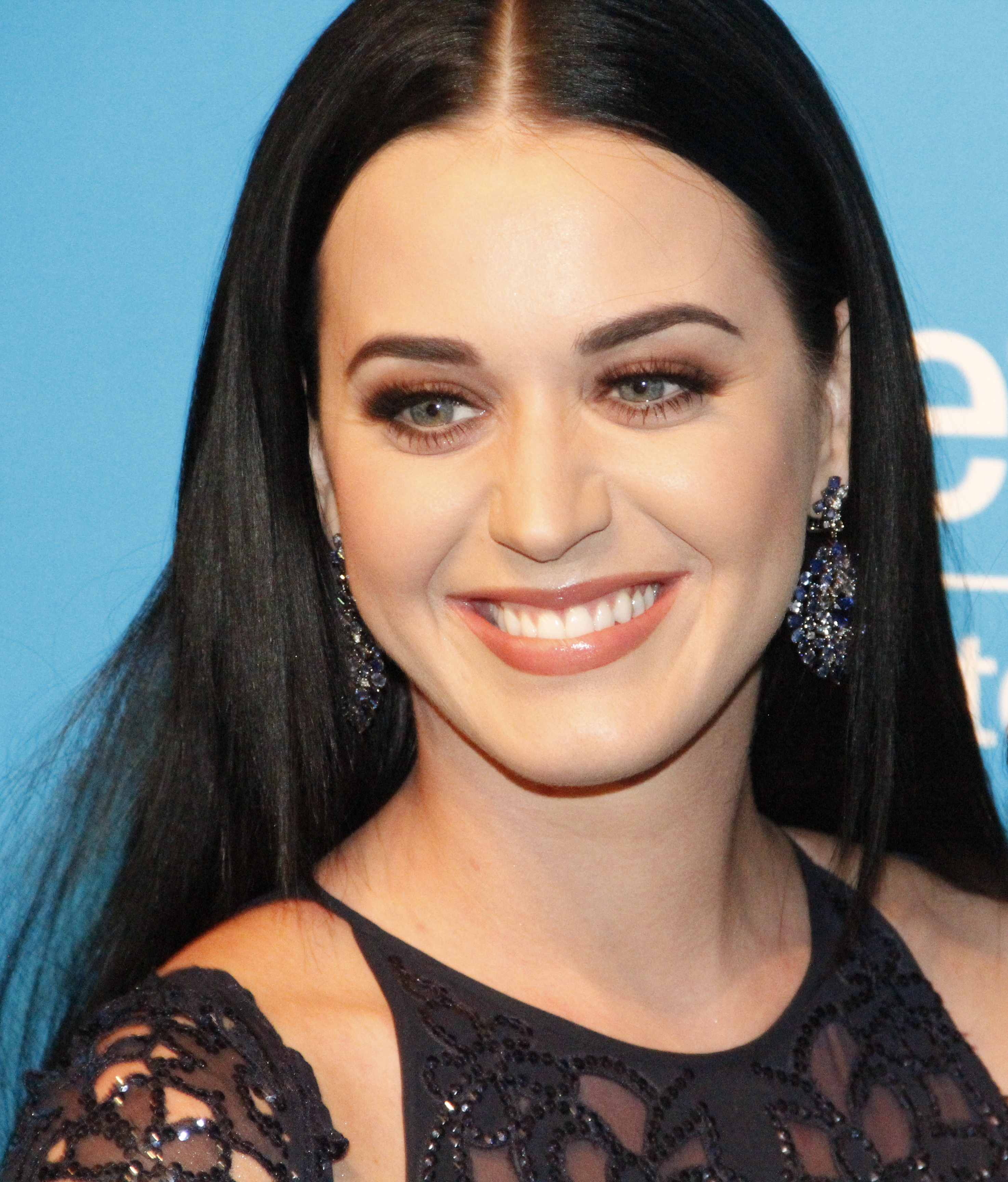
Perry trở thành Đại sứ Thiện chí cho UNICEF vào tháng 11 năm 2012

Perry đã nhiều lần hỗ trợ các tổ chức từ thiện và nhân đạo trong suốt sự nghiệp của mình. Cô có những đóng góp nổi bật đến những tổ chức có mục đích cải thiện cuộc sống và chăm sóc cho trẻ em trên toàn thế giới. Đầu tháng 4 năm 2013, Perry gia nhập quỹ UNICEF để hỗ trợ giáo dục và dinh dưỡng cho trẻ em ở Madagascar. Vào ngày 3 tháng 12 năm 2013, Perry chính thức trở thành Đại sứ thiện chí của UNICEF, "cùng việc tập trung đưa những người trẻ tuổi tham gia các hoạt động của tổ chức nhằm cải thiện đời sống của những trẻ em và thanh thiếu niên gặp khó khăn nhất của thế giới". Cô còn quyên góp số tiền trích từ chuyến lưu diễn Prismatic World Tour cho quỹ UNICEF. Vào cuối tháng 9 năm 2010, cô giúp đỡ xây dựng và thiết kế cho quỹ mái ấm cho thanh thiếu niên Boys Hope/Girls Hope tại Baltimore, Maryland cùng Raven-Symoné, Shaquille O'Neal, và dàn diễn viên từ Extreme Makeover: Home Edition. Cô còn ra sức ủng hộ cho nền giáo dục trẻ em; như vào tháng 5 năm 2014, Perry cùng nhiều nghệ sĩ khác tham gia thu âm một phiên bản của bài hát "Daisy Bell (Bicycle Built for Two)" trong một album đính kèm theo chiến dịch của họa sĩ Mark Ryden, mang tựa đề "The Gay 90s". Tất cả lợi nhuận từ doanh thu album đều quyên góp cho quỹ Little Kids Rock - nguồn vốn hỗ trợ nền giáo dục âm nhạc tại các trường chính khóa gặp khó khăn. Vào tháng 6 năm 2014, cô tham gia Staples Inc. trong một dự án mang tên "Make Roar Happen" nhằm quyên góp 1 triệu đô-la Mỹ cho DonorsChoose, một tổ chức giúp đỡ các giáo viên và gầy dựng tài nguyên lớp học cho các trường công lập.
Perry còn tham gia ủng hộ các tổ chức giúp đỡ người mắc bệnh ung thư và HIV/AIDS. Trong chuyến lưu diễn 2008 Warped Tour, cô quyên góp tiền cho Quỹ Keep A Breast, một tổ chức sử dụng nghệ thuật và các chương trình giáo dục để nâng cao nhận thức phòng chống và phát hiện sớm căn bệnh ung thư vú. Cô chủ trì và trình diễn trong đêm nhạc We Can Survive cùng Bonnie McKee, Kacey Musgraves, Sara Bareilles, Ellie Goulding, và cặp đôi Tegan and Sara tại Hollywood Bowl, Los Angeles, California, vào ngày 23 tháng 10 năm 2013. Lợi nhuận từ đêm diễn đều được quyên góp cho Young Survival Coalition, một tổ chức chăm sóc các bệnh nhân ung thư vú. Vào tháng 6 năm 2009, cô thiết kế cho chiến dịch "Fashion Against AIDS" thuộc nhãn hiệu H&M, nơi quyên góp cho dự án nhận thức HIV/AIDS.
Số tiền lợi nhuận trích từ đĩa đơn "Part of Me" của Perry đều quyên góp cho MusiCares, một tổ chức từ thiện giúp đỡ các nhạc sĩ gặp khó khăn. Tại chuyến lưu diễn California Dreams Tour, cô quyên góp 175.000 đô-la Mỹ cho quỹ Tickets-For-Charity. Số tiền chuyển đến 3 tổ chức từ thiện: Children's Health Fund (CHF), Generosity Water, và The Humane Society of the United States. Trong lần sinh nhật thứ 27, Perry mở một trang mạng quyên góp cho Hiệp hội Ngăn chặn đối xử tàn bạo với động vật Auckland, và tiếp tục mở một trang quyên góp tương tự cho David Lynch Foundation trong lần sinh nhật thứ 28. Vào ngày 29 tháng 3 năm 2014, cô tiếp tục giúp đỡ quyên góp 2.4 triệu đô-la cho Bảo tàng Nghệ thuật Đương đại tại Los Angeles cùng nhiều nghệ sĩ khác như Ryan Seacrest, Pharrell Williams, Tim Allen, Lisa Edelstein, và Riley Keough. Vào tháng 3 năm 2018, Perry công bố dự án Witness: Coming Home, buổi hoà nhạc công ích được tổ chức tại quê nhà Santa Barbara, California vào ngày 19 tháng 5 năm 2018. Buổi hoà nhạc đã giúp đỡ và phục hồi cho những người gặp khó khăn do trận cháy rừng năm 2017 ở California và lũ bùn Nam California năm 2018. Perry hợp tác với quỹ Santa Barbara, quỹ 93108 và 805 UndocuFund, những tổ chức giúp đỡ người dân trong khu vực Santa Barbara thông qua các khoản tài trợ và các hành động từ thiện khác nhau.
Perry đã biểu diện trong một buổi hoà nhạc công ích One Love Manchester cho các nạn nhân của vụ đánh bom Manchester Arena năm 2017 cùng với nhiều người biểu diễn khác, gồm cả người trong tổ chức của Ariana Grande, được phát sóng trực tiếp vào ngày 4 tháng 6 năm 2017 thông qua nhiều đài phát thanh và đài truyền hình trên toàn thế giới.

### Hoạt động chính trị

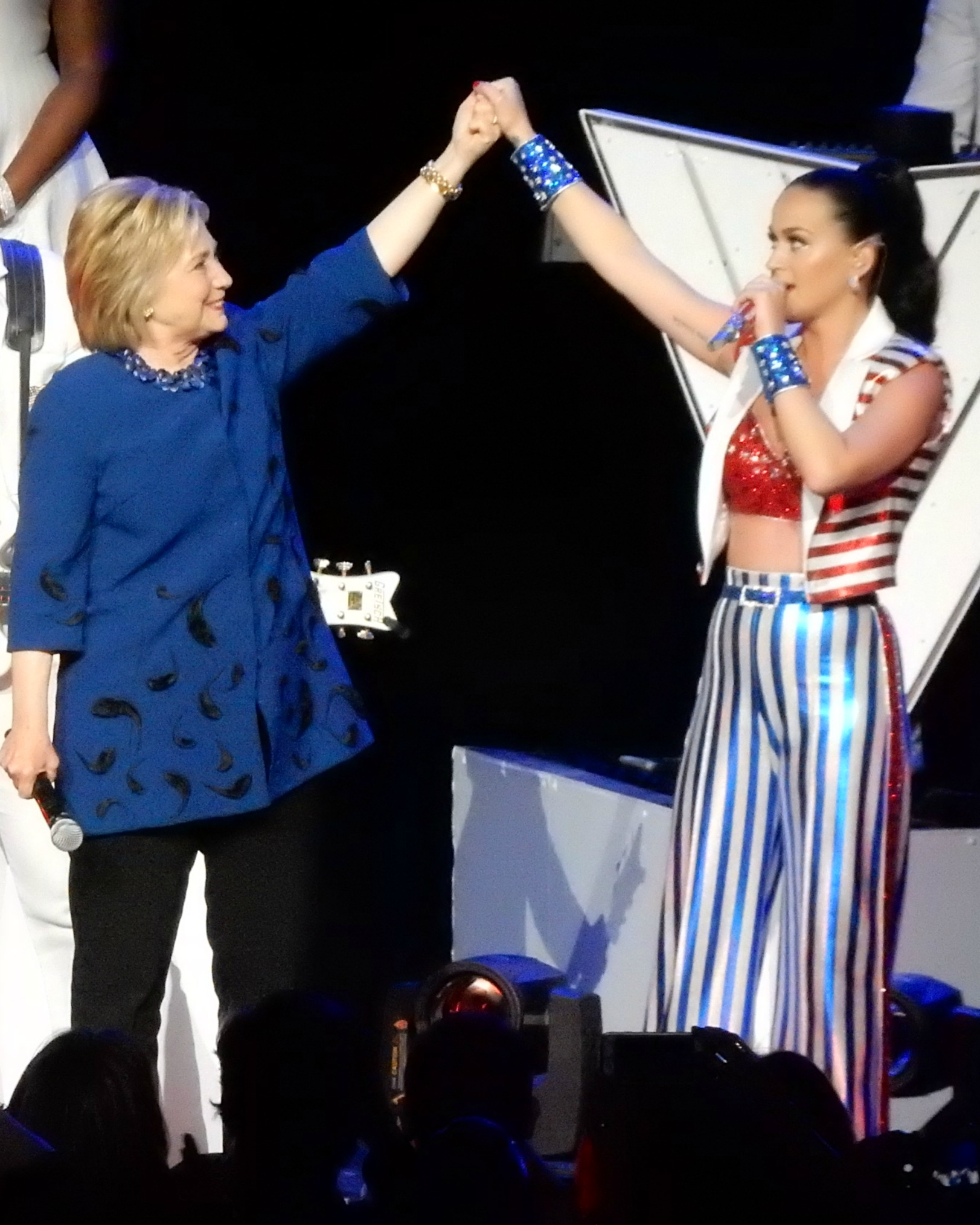
Perry và Hillary Clinton trong một đêm nhạc vận động bầu cử vào năm 2016

Perry là một nhà đấu tranh cho quyền bình đẳng của cộng đồng LGBT. Cô ủng hộ tổ chức Stonewall nhờ chiến dịch ngăn chặn nạn ức hiếp người đồng tính "It gets better..... today", và thực hiện video âm nhạc "Firework" cho dự án It Gets Better Project. Perry chia sẻ với Do Something vào tháng 11 năm 2008 về việc cô cảm thấy tự hào khi là một nhà đấu tranh cho người đồng tính, và nói rằng "Tôi luôn là một người rất cởi mở, nhưng tôi luôn tin về quyền bình đẳng." Cô xác nhận việc bình chọn chống lại Dự luật 8, một tu chính hiến pháp nhằm thu hẹp định nghĩa của hôn nhân để chỉ cho phép hai người khác giới tính cưới nhau và loại bỏ quyền kết hôn của những cặp đồng phái tính tại California. Vào tháng 6 năm 2012, Perry bày tỏ hi vọng của bản thân cho quyền bình đẳng của cộng đồng LGBT, khi chia sẻ "hi vọng rằng, một lúc nào đó chúng ta sẽ nhìn lại khoảnh khắc này và nghĩ rằng hành động này xâm phạm đến các vấn đề về quyền công dân. Chúng ta sẽ chỉ biết lắc đầu trong sự bất bình và nói rằng 'Tạ ơn Chúa chúng ta đã cải tiến điều đó.' Đó có thể là lời cầu nguyện của tôi trong tương lai." Vào tháng 12 năm 2012, Perry nhận giải Trevor Hero Award của dự án The Trevor Project bởi những cống hiến của cô trong việc đấu tranh cho cộng đồng LGBT. Vào ngày 18 tháng 3 năm 2017, cô đã nhận được Giải thưởng Bình đẳng Quốc gia từ Chiến dịch Nhân quyền vì "sử dụng tiếng nói mạnh mẽ và nền tảng quốc tế của mình để lên tiếng cho sự bình đẳng của LGBTQ+", tổ chức tiếp tục tuyên bố rằng "Thông điệp hòa nhập và bình đẳng của Katy tiếp tục truyền cảm hứng cho chúng tôi và thế giới".
Cô còn là một người đấu tranh cho chủ nghĩa nữ giới, và xuất hiện vào tháng 4 năm 2012 trong một đoạn video của chiến dịch "Chime For Change" nhằm tuyên bố sức mạnh của nữ giới. Cô còn thổ lộ việc thiếu điều kiện chăm sóc sức khỏe miễn phí tại Hoa Kỳ khiến cô "cực kỳ giận dữ". Sau vụ nổ súng tại hộp đêm Pulse ở Orlando vào tháng 6 năm 2016, Perry với gần 200 nghệ sĩ và giám đốc điều hành âm nhạc khác đã ký một bức thư ngỏ do Billboard tổ chức gửi tới Quốc hội Hoa Kỳ yêu cầu tăng cường kiểm soát súng ở Hoa Kỳ.
Thông qua Twitter và việc trình diễn bài hát "Let's Stay Together" tại các buổi nhạc hội tại Los Angeles, Las Vegas, và Wisconsin của Tổng thống Barack Obama, Perry thể hiện sự ủng hộ ông trong chiến dịch tái bầu cử vào đầu tháng 11 năm 2012 trước lập trường của ông về hôn nhân cùng giới, và quyền bình đẳng. Trong khi biểu diễn, cô mặc một chiếc váy in hình của một lá phiếu, với ô bầu chọn cho ông Obama được điền vào. Trên Twitter, cô động viên lượng người theo dõi của mình bầu chọn cho ông Obama.
Tháng 8 năm 2013, Perry lên tiếng chỉ trích Tony Abbott, người tham gia ứng cử vào chức Thủ tướng Úc lúc bây giờ, dựa vào những tư tưởng của ông về hôn nhân cùng giới, khi chia sẻ "Tôi yêu quý ông như là một con người nhưng tôi không thể bỏ phiếu cho ông." Vào tháng 4 năm 2014, cô ủng hộ công khai cho Marianne Williamson bằng việc đến dự một sự kiện chính trị trong chiến dịch của cô thuộc khuôn khổ Hội nghị Khu vực quốc hội. Perry còn ủng hộ cựu Bộ trưởng Ngoại giao Hoa Kỳ Hillary Clinton trong cuộc Bầu cử tổng thống Hoa Kỳ 2016. Cô trình diễn cùng Elton John tại một đêm hòa nhạc gây quỹ cho Clinton tại Thành phố New York vào tháng 3 năm 2016. Perry còn phát biểu và trình diễn tại Hội nghị Dân chủ Quốc gia để ủng hộ Hillary Clinton.

## Thành tựu

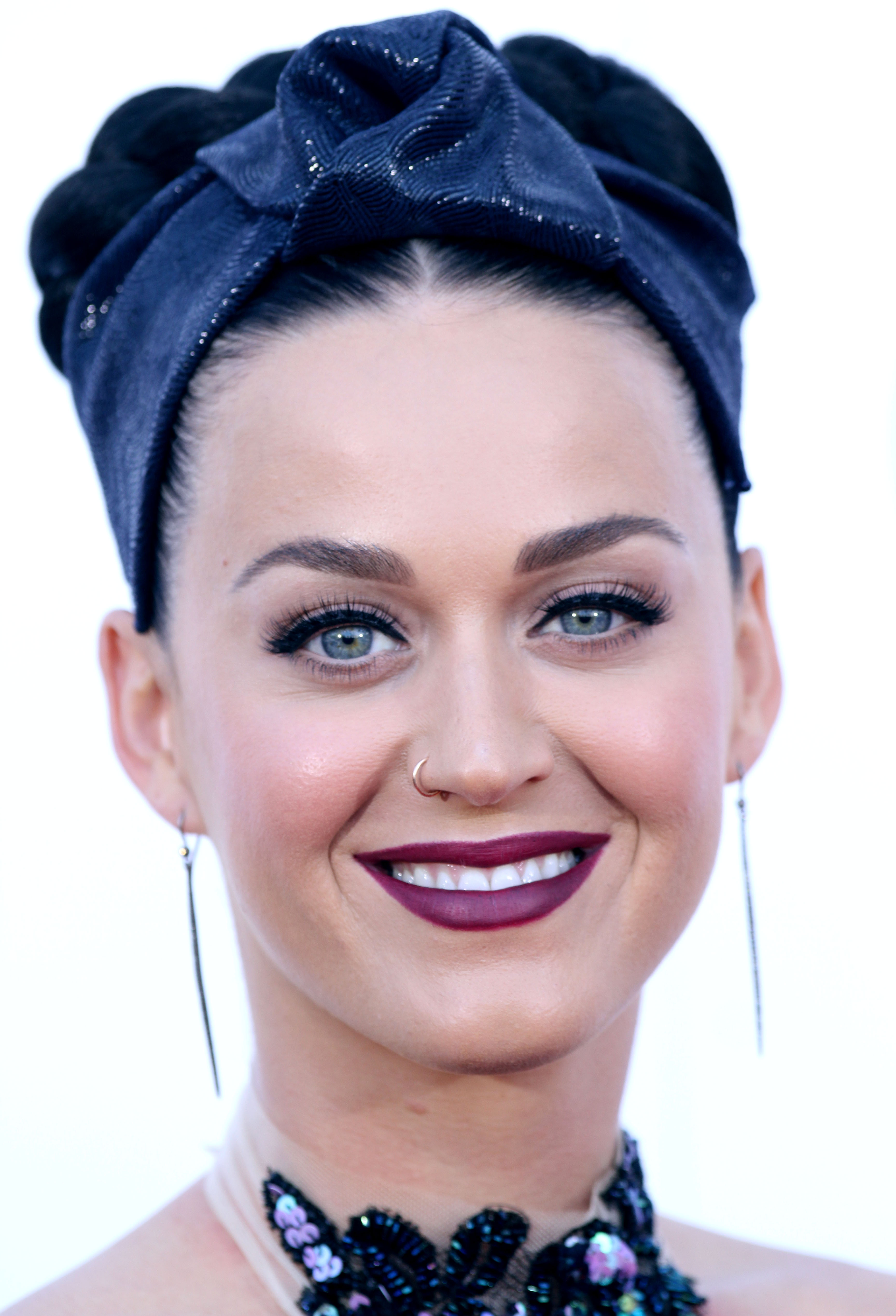
Perry tại lễ trao giải thưởng Âm nhạc ARIA vào tháng 11 năm 2014

Trong xuyên suốt sự nghiệp, Perry đã giành được 5 giải thưởng Âm nhạc Mỹ, 14 giải People's Choice Awards, 5 kỷ lục Guinness thế giới, 1 giải Brit và 1 giải Juno. Vào tháng 9 năm 2012, Billboard đã vinh danh cô là "Người phụ nữ của năm". Từ tháng 5 năm 2010 đến tháng 9 năm 2011, nữ ca sĩ đã phá kỷ lục 69 tuần liên tiếp nằm trong top 10 của Billboard Hot 100. Teenage Dream trở thành album đầu tiên của một nữ nghệ sĩ có 5 đĩa đơn quán quân Billboard Hot 100 và là album chung cuộc thứ hai sau Bad của Michael Jackson. Tại Hoa Kỳ, cô nắm giữ chín đĩa đơn quán quân trên Billboard Hot 100, gần đây nhất là "Dark Horse", và giữ kỷ lục có 18 ca khúc quán quân liên tiếp trên bảng xếp hạng Billboard Dance Club Songs.
Billboard còn vinh danh cô là nghệ sĩ vũ trường thành công thứ 15 trong mọi thời đại. Tạp chí này cũng xếp cô đứng ở vị trí thứ 4 trong danh sách "Nghệ sĩ nhạc pop vĩ đại nhất mọi thời đại", Teenage Dream và Prism góp mặt trong danh sách "Album của phụ nữ hay nhất mọi thời đại trên Billboard 200", đồng thời "Dark Horse" được xếp ở vị trí thứ 100 trong "100 bài hát hay nhất mọi thời đại" cũng như là 1 trong "100 bài hát của phụ nữ hay nhất mọi thời đại" bên cạnh "E.T.", "Firework" và "California Gurls". Vào tháng 6 năm 2015, video âm nhạc cho "Dark Horse" đã trở thành video đầu tiên của một nữ nghệ sĩ đạt 1 tỷ lượt xem trên Vevo. Tháng sau, video âm nhạc cho "Roar" đạt 1 tỷ lượt xem trên Vevo, đưa cô trở thành nghệ sĩ đầu tiên có nhiều video đạt 1 tỷ lượt xem nhất.
Perry đã được Liên đoàn Công nghiệp ghi âm Quốc tế (IFPI) công bố là Nữ nghệ sĩ thu âm hàng đầu toàn cầu năm 2013. Theo Hiệp hội Công nghiệp ghi âm Hoa Kỳ (RIAA), cô là nghệ sĩ được chứng nhận kỹ thuật số cao thứ năm ở Hoa Kỳ, với 105 triệu đơn vị bài hát được chứng nhận trong nước bao gồm cả lượng phát trực tuyến theo yêu cầu và 11 triệu đơn vị album được chứng nhận, tổng cộng 116 triệu đơn vị được chứng nhận trên toàn quốc. Cô cũng trở thành nghệ sĩ đầu tiên có ba ca khúc được chứng nhận Kim cương từ RIAA với "Dark Horse", "Firework" và "Roar". Ba trong số đó cùng với "E.T.", "California Gurls" và "Hot n Cold" đều đã bán được hơn 5 triệu bản kỹ thuật số. Trong suốt sự nghiệp, Perry đã bán được hơn 18 triệu bản album và 125 triệu đĩa đơn trên toàn cầu, giúp cô trở thành một trong những nghệ sĩ âm nhạc bán đĩa nhạc chạy nhất mọi thời đại.

## Danh sách đĩa nhạc
- Katy Hudson (2001)
- One of the Boys (2008)
- Teenage Dream (2010)
- Prism (2013)
- Witness (2017)
- Smile (2020)
- 143 (2024)

## Lưu diễn và lưu trú hòa nhạc
Trình diễn chính
- Hello Katy Tour (2009)
- California Dreams Tour (2011–2012)
- Prismatic World Tour (2014–2015)
- Witness: The Tour (2017–2018)

Đồng trình diễn
- Strangely Normal Tour (với Phil Joel) (2001)

Hòa nhạc lưu trú
- Play (2021–2023)

## Sự nghiệp điện ảnh
- Xì Trum (2011)
- Katy Perry: Part of Me (2012)
- Xì Trum 2 (2013)
- Brand: A Second Coming (2015)
- Katy Perry: The Prismatic World Tour (2015)
- Katy Perry: Making of the Pepsi Super Bowl Halftime Show (2015)
- Jeremy Scott: The People's Designer (2015)
- Trai đẹp lên sàn (2016)
- Popstar: Never Stop Never Stopping (2016)